# République centrafricaine
Centrafrique
Ne doit pas être confondu avec Afrique centrale.
Pour les articles homonymes, voir CF.
République centrafricaine
(sg) Ködörösêse tî Bêafrîka 
La République centrafricaine (en sango Ködörösêse tî Bêafrîka /kōdōrōsésè tí bé.àfríkà/) ou la Centrafrique, encore désignée de manière informelle par le sigle RCA, est un état d'Afrique centrale, dont la population est estimée à environ 6 100 000 habitants en 2023, pour une superficie d'environ 623 000 km2. Le pays est enclavé par le Tchad au Nord, le Soudan au Nord-est, le Soudan du Sud à l'Est, la République démocratique du Congo au Sud, la République du Congo au Sud-Ouest et le Cameroun à l'Ouest. Le pays est membre de l'Union africaine, de la Communauté économique et monétaire de l'Afrique centrale (CEMAC), de la Communauté économique des États de l'Afrique centrale (CEEAC) et de la Communauté des États sahélo-sahariens (CEN-SAD). Le pays vient de sortir fragilisé de plus de deux décennies de crises militaro-politiques, il se classe au 188e rang sur 191 au classement des indices du capital humain et de développement humain (IDH) en 2022.
Le pays est partagé entre des savanes au nord et des forêts équatoriales au sud et connaît pour l'essentiel un climat tropical. La République centrafricaine dispose par ailleurs de nombreuses ressources naturelles, notamment l'uranium, l'or, les diamants, le bois, le pétrole, etc. mais qui ne sont toujours pas exploitées de façon optimale.
Le territoire de la République centrafricaine correspond à celui de la colonie française d'Oubangui-Chari, qui fait partie de l'Afrique-Équatoriale française de 1910 à 1960. Après l'indépendance, le pays a eu à sa tête différents régimes autoritaires, notamment celui de Jean-Bedel Bokassa, président, puis empereur autoproclamé. La France, ancienne puissance coloniale, continue d'y jouer un rôle important. Les premières élections libres avec multipartisme ont lieu en 1993. Elles portent au pouvoir Ange-Félix Patassé, renversé en 2003 par François Bozizé. Celui-ci, réélu en 2005 et 2010, est à son tour renversé en 2013 par la Seleka, une alliance de milices dirigée par Michel Am-Nondokro Djotodia, pendant la deuxième guerre civile centrafricaine. En 2016, Faustin-Archange Touadéra est élu président de la République, puis réélu en 2020. Malgré plusieurs cessez-le-feu, une guerre civile se déroule depuis 2004 et le gouvernement central ne contrôle qu'une partie limitée du territoire national, fluctuant selon les offensives des différentes factions.

## Géographie

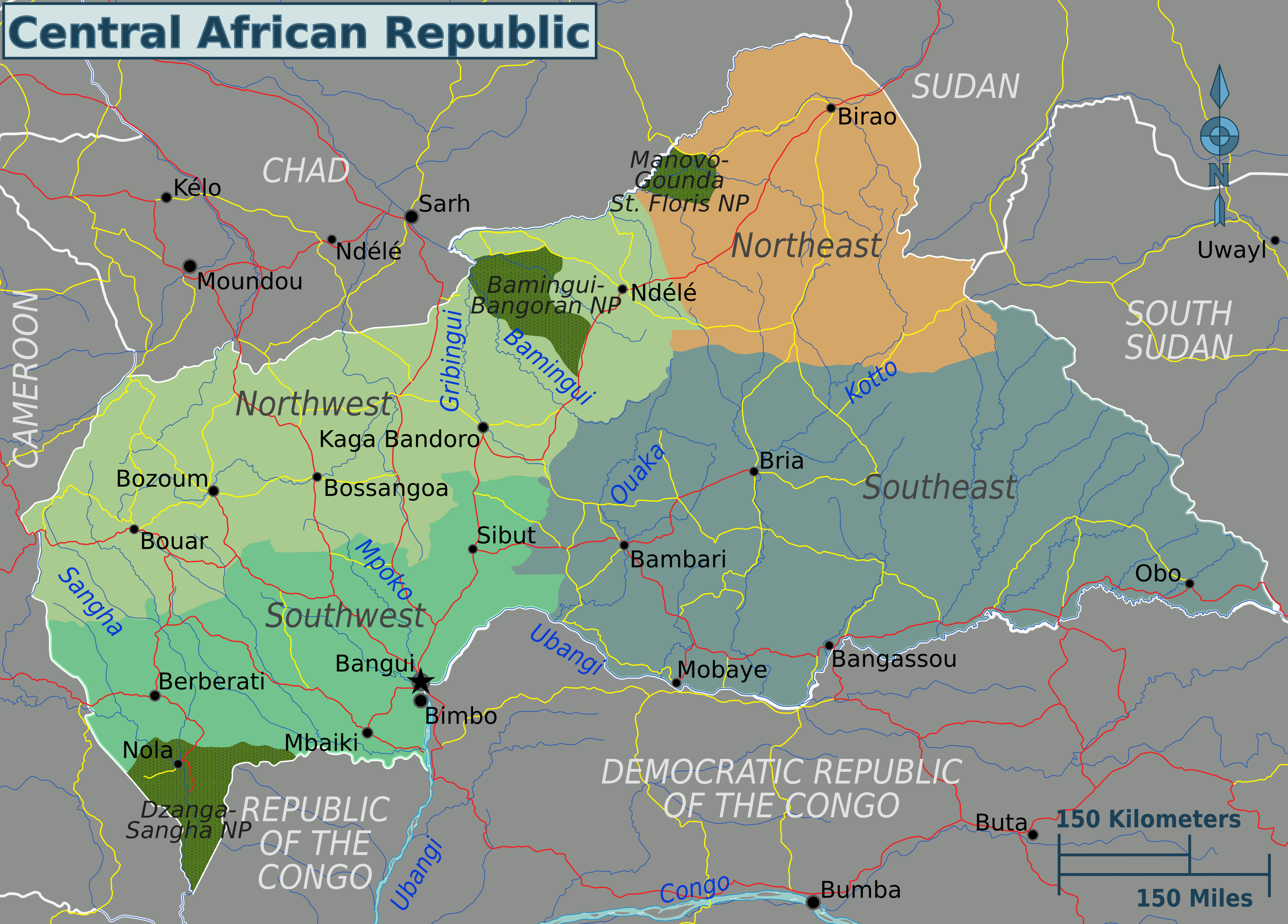
Carte de la République centrafricaine.

Ce pays est ainsi désigné pour sa position géographique au centre du continent.
Le Centrafrique est un pays enclavé, sans accès à la mer donc. L'essentiel de la frontière sud du pays suit le cours du fleuve Oubangui et de son affluent, le Mbomou. La partie nord du pays constitue le haut bassin du fleuve Chari. Le mont Ngaoui avec ses 1 420 m est le point culminant du pays. Le pays est partagé entre les savanes du nord et les forêts équatoriales du sud. La nation dispose par ailleurs de nombreuses ressources naturelles(dont minérales et ligneuses), notamment l'uranium, l'or et les diamants. Le pétrole et l'énergie hydroélectrique (chutes de Boali) sont d'autres ressources potentiellement importantes mais encore inexploitées à ce jour.

### La faune et la flore
La République centrafricaine est reconnue pour sa biodiversité exceptionnelle, comprenant une faune et une flore variées réparties entre forêts tropicales, savanes et zones humides. Parmi ses zones emblématiques, la Réserve de Chinko abrite des éléphants, des lions, des primates et plus de 100 espèces d’oiseaux. Cette région est un refuge pour de nombreuses espèces en danger, malgré les menaces du braconnage et des conflits humains qui ont entraîné des déclins notables dans certaines populations animales.
Sur le plan de la flore, le pays présente une mosaïque de paysages allant des savanes boisées, riches en arbres comme les isoberlinias, aux forêts-galeries longeant les rivières. Ces écosystèmes jouent un rôle clé dans la régulation du climat et la préservation de la biodiversité. Cependant, des initiatives locales et internationales, comme celles menées dans les réserves de Dzanga-Sangha et de Zemongo, cherchent à protéger ces habitats uniques et à promouvoir la conservation, en sensibilisant les communautés locales et en développant des stratégies de gestion durable.

### Catastrophes naturelles et risques environnementaux
Le pays souffre d'inondations, en raison du manque d'entretien des fleuves et des débits impressionnants qu'engendre la saison des pluies en Afrique centrale. La déforestation est, quant à elle, constatée dans les zones de brousse (où les paysans utilisent le bois pour leurs propres consommations), mais semble endiguée dans les zones forestières (similairement à la forêt du bassin du Congo). Les sources du ministère des forêts et du développement rural semblent prouver que depuis 30 ans, la forêt gagne sur la savane. De gros efforts d'aménagement et de protection des forêts sont en effet engagés durablement, avec pour objectif d'éviter l'érosion, de protéger la faune et de préserver cette richesse rare qu'est la grande forêt centrafricaine.

### Climat et hydrographie
Le climat tropical domine l'essentiel du pays avec une saison humide de mai à octobre et une saison sèche de novembre à avril. Au Sud, à la frontière des deux Congo (République du Congo et République démocratique du Congo), le climat est de type équatorial, intertropical de Carnot à Berbérati à l'ouest, subsahélien vers Birao au Nord avec une saison sèche pouvant aller de 8 à 9 mois, et intertropical mais frais et orageux sur les reliefs

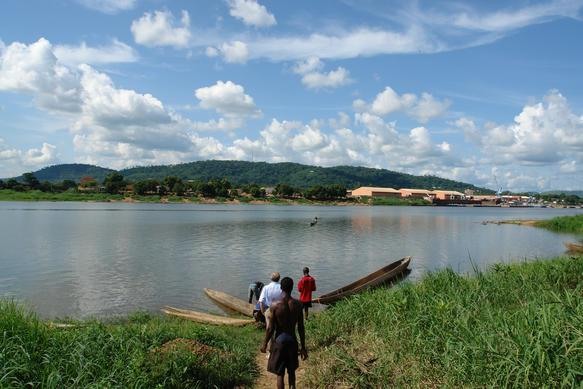
L'Oubangui près de Bangui.Bassin du Congo

La République centrafricaine comporte deux grands bassins séparés. L'un s'écoule vers le nord (bassin du Tchad) avec des cours d'eau comme le Logone, l'Ouham et le Chari. L'autre bassin est formé des affluents de l'Oubangui qui coulent vers le bassin du Congo, au sud. Les bordures occidentale et orientale du plateau comportent les reliefs les plus importants. Le plateau est entouré au nord-ouest avec des gradins du massif granitique de Yadé s'étageant de 1 000 m à 1 400 m (à l'exception du mont Ngaoui : 1 410 m) ; au nord-ouest, trois petites chaînes quartziques, les ensembles Délembé-Sergobo, Ouanda Djallé-Mont Koumou et Kotto-Bahr formant les massifs du Dar Challa et des Bongo, culminent au mont Toussoro avec 1 330 mètres.
La moyenne annuelle des températures avoisine 26 °C. À Bangui, les maxima sont de l'ordre de 38 °C et les minima de 15 °C. Le pluviomètre indique en moyenne : pour la saison pluvieuse 226 mm (juillet), et pour la saison sèche 5 mm (décembre).

### Position géostratégique
La RCA est véritablement au cœur de l'Afrique entourée de six pays, riche de ressources naturelles mais aussi avec tout ce qu'une telle position implique quant à l'équilibre politique et social précaire de la région environnante ; la République centrafricaine est entourée de pays dont les tensions se répercutent sur son territoire. La période s'étalant de1990 jusqu'à 2010 a vu de nombreux conflits périphériques pénétrer le pays puis entre 2010 et 2016 s'est vu installer un conflit dont la forme visible est la déchirure chrétienne-musulmane au point où les musulmans se sont majoritairement réfugiés au nord du pays. Il y a aussi l'Armée de résistance du Seigneur, un mouvement originaire d'Ouganda que l'on dit toujours être présent dans le sud-est du pays, proche du Soudan du Sud. Enfin, le pays servirait parfois de base arrière à des braconniers,.

## Histoire

### Temps anciens

#### Préhistoire
Des pierres taillées datant au moins du IXe millénaire avant notre ère ont été retrouvées au cours de fouilles effectuées en République centrafricaine. Toutefois, l’absence de restes humains associés empêche l’attribution de ces outils à une population précise (pygmées ou autre peuple autochtone). Par la suite, la transition du paléolithique vers le néolithique dans la région fut un processus graduel sans rupture culturelle brutale.

#### Populations adamawa-oubanguiennes et bantoues
À partir du IIIe millénaire avant notre ère, l’établissement et l’expansion vigoureuse sur le sol centrafricain des populations parlant les langues du groupe Adamaoua-Oubangui s’opposent à l’expansion bantoue qui trouve alors un exutoire vers le Sud et l’Est du continent,. Le noyau géographique originel des populations de langues Adamaoua-Oubangui serait tout proche car situé dans le massif de l'Adamaoua aux confins des actuels Cameroun, Nigeria, Tchad et République centrafricaine. De l’autre côté des contreforts occidentaux de l'Adamaoua (qui culmine à 3 400 m au Tchabal Mbabo dans les monts Gotel) était situé, sur la rivière Cross, le noyau originel des populations bantoues. Les deux groupes de populations vont connaître, au IIIe millénaire, une expansion simultanée à la suite de la domestication de l’igname et du palmier à huile.
L’implantation solide des populations de langues adamaoua-oubangiennes sur le territoire tiendrait à leur maîtrise des cultures agricoles aussi bien en zone de forêt sèche (apprises auprès des agriculteurs parlant les langues du groupe Soudan-Central) qu’en zone de forêt humide, une double compétence que n’avaient pas les Bantous à cette époque. La présence d’une agriculture en République centrafricaine est avérée à partir du milieu du IIe millénaire avant notre ère. Les populations de langues adamaoua-oubanguiennes achèvent leur implantation sur l’ensemble de l’actuelle République centrafricaine vers le début du Ier millénaire avant notre ère tandis que l’extension géographique maximale de ces populations est atteinte vers le début de l’ère chrétienne. Les habitants qui les avaient précédé (pygmées et soudanais centraux) sur le territoire de la République Centrafricaine actuelle sont alors soit assimilés soit marginalisés.

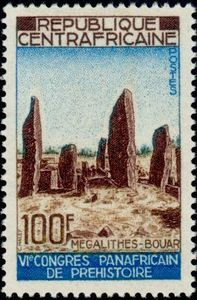
Mégalithes de Bouar.

Une civilisation mégalithique qui perdure jusqu’au Ier siècle apr. J.-C. se développe dans la région de Bouar (Ouest). C’est l’apparition de la métallurgie du fer qui semble avoir mis fin à la civilisation des mégalithes (Tazunu en gbaya). La métallurgie du fer se répand d’ouest en est et s’accompagne d’une expansion de la population dont on considère qu’elle atteignit 6 millions d’habitants sur l’ensemble du territoire centrafricain au XVIIIe siècle. Les populations auraient alors vécu en relative autarcie car à l’écart des grandes voies commerciales africaines.
Entre les débuts archéologiques et la période qui précède immédiatement la colonisation, soit environ 1 700 ans, les données concernant l’histoire du territoire occupé par la République centrafricaine sont rares ou peu accessibles au grand public. Il est probable qu’à l’instar de beaucoup de peuples établis dans la zone équatoriale, les populations de la région n’ont pas éprouvé le besoin de s’organiser autour de structures étatiques mais ont plutôt conservé un système de chefferies locales. Rétrospectivement, et étant donné l’expansion démographique supposée de la population (six millions d’habitants), on peut se demander si ce système n’était peut-être pas plus performant que bien d’autres. Le défaut majeur de cette organisation politique très superficielle est toutefois de ne pas avoir pu protéger les populations de langues adamaoua-oubanguiennes des épreuves qui allaient survenir au cours de la période contemporaine.

#### Expansion Zandé
Le phénomène historique le plus spectaculaire qu’ait connu la région durant cette période concerne les Zandé. Aux alentours du XVe siècle, des clans issus du Darfour ou du Kordofan émigrent vers l’Uélé et l’Oubangui.
Cette aristocratie de seigneurs va peu à peu s’imposer aux populations locales tout en adoptant sa culture. Une douzaine de royaumes Zandé se forment ainsi. L’organisation du pouvoir mis en place par les souverains Zandé fait une certaine impression sur les premiers voyageurs Européens.
Sur l’ensemble du territoire centrafricain actuel, on considère que les habitants vivaient en petits villages dispersés et cultivant au nord le sorgho et au sud la banane plantain. Le niveau d’organisation politique était faible et les sociétés locales souvent troublées par des querelles. Le fait que ces sociétés soient très similaires à celles rencontrées dans le Cameroun central suggère qu’un certain niveau de communication a perduré entre les deux régions au cours des millénaires.

### Esclavagisme à partir de 1750
La fin du XVIIIe siècle marque le début d’une importante régression démographique, due en premier lieu à la traite des esclaves qui s’installe dans la région. L’impact de la traite frappe donc le territoire de la République centrafricaine actuelle plus tardivement que beaucoup d’autres régions du continent. À cette époque, les États musulmans situés plus au nord (Kanem-Bornou, Ouaddaï, Baguirmi, Darfour), utilisant parfois comme main d’œuvre les nomades Peuls, commencent à ravager les territoires occupés par les populations animistes gbaya et banda. Ndélé, ville située en République centrafricaine actuelle, est un important centre esclavagiste dépendant du sultan du Baguirmi. Un peu plus tard, plus au sud, les riverains de l’Oubangui deviennent piroguiers et intermédiaires pour les trafiquants d’esclaves alors qu’à l’est, entre Mbomou et Uélé, des petits États aristocratiques de langue Zandé (ou Nzakara au nord de l’Oubangui) combattent les trafiquants mais alimentent également pour leur propre compte les trafics d’esclaves à destination des occidentaux ou des pays arabes par le Bahr el Ghazal. Ce dernier trafic, spécialement important dans la seconde moitié du XIXe siècle est d’autant plus dévastateur que les trafiquants jalaba financés depuis Khartoum étaient équipés d’armes à feu.
D’autre part, au nord-ouest de la République centrafricaine, une alliance esclavagiste entre les Peuls et la confédération Mbum contribue aussi à la dépopulation du pays. Globalement, il semble que ce soit les razzias d’esclaves à destination des pays arabes qui soient la cause du plus grand prélèvement de populations sur le territoire appelé à devenir la République centrafricaine. Un des moyens d’échapper à l’esclavage étant la conversion à la religion musulmane, on considère parfois qu’il est probable que si la colonisation européenne n’était pas intervenue, toutes les populations vivant au nord de la grande forêt pluviale auraient été converties à l’islam,,.
Simultanément aux razzias des esclavagistes, les populations « centrafricaines », autrefois autarciques et donc dotées d’un faible niveau de protection contre les grandes épidémies, sont exposées à des microorganismes mortels comme les virus de la variole ou de la rougeole. En parallèle, syphilis et gonococcies provoquent l’apparition fréquente de stérilité chez les individus infectés. Il résulte du système esclavagiste et des changements épidémiologiques drastiques un dépeuplement massif du tiers voire de la moitié orientale du territoire centrafricain actuel auquel s’ajoutent des migrations intérieures de sauvegarde qui contribuent à semer un peu plus le chaos.
Au XVIIIe siècle, et à l’image de leurs voisins Zandé du Mbomou, les populations riveraines de l’Oubangui se seraient fédérées autour d’un chef, Kola ngbandi, et adoptent le nom de ce dernier pour se désigner. Les Ngbandi développent par la suite une activité de piroguiers sur l’Oubangui, une forme simplifiée de leur langue devient le sango, langue vernaculaire centrafricaine développée essentiellement pour et grâce au commerce.
Le dernier évènement notable de la période précoloniale est l’installation sous l’impulsion d’un Soudanais, Rabah, d’un État esclavagiste à cheval sur la République centrafricaine et le Tchad. Il a pour capitale la ville de Dar-el-Kouti (près de Ndélé) et est dirigé par un vassal de Rabah (1842c—1900), Mohamed es-Senoussi (?—1911). L’influence néfaste du sultanat de Bilad el-Kouti s’étend bien après les débuts de la colonisation française,,(République de Logone (ou de Dar el Kuti, 2015)).

### Période coloniale (1889 - 1960)

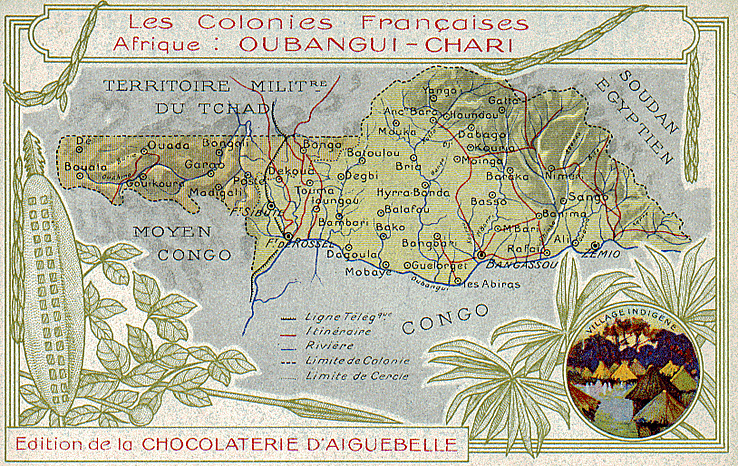
L'Oubangui-Chari en 1910.

Les premiers colons européens apparaissent en 1884. Les Français installent des postes le long des cours d’eau, les Belges le long du M’Bomou près des zeriba de Bangassou, Rafaï et Sémio. En 1889 Bangui est construit, en 1894, Victor Liotard, gouverneur de l'Oubangui dépendant du gouverneur du Congo Savorgnan de Brazza, récupère les postes belges sur la rive droite du M’Bomou. Les Français organisent le Haut-Oubangui en régions civiles et militaires, ainsi que le Chari après la première expédition d’Émile Gentil en 1896—97 jusqu’au lac Tchad ; puis après la mort de Rabah, vaincu à Kousseri en 1898 par les Français, les territoires colonisés sont partagés en circonscriptions administratives, le Chari étant joint à l’Oubangui, base de la future Centrafrique. Le territoire devient une colonie française en 1905 sous le nom d'Oubangui-Chari. Le territoire devient partie intégrante de l’Afrique-Équatoriale française (AEF) en 1910,,.
En 1920, l'Afrique équatoriale française est créée et l'Oubangui-Chari est administré depuis Brazzaville. Sur le modèle de l'État libre du Congo de Roi Léopold, les concessions sont attribuées à des sociétés privées qui s'efforcent de vider les biens de la région le plus rapidement et le plus économiquement possible, avant de verser un pourcentage de leurs bénéfices au Trésor français. Les concessionnaires forcent les populations locales à récolter le caoutchouc, le café et d'autres produits sans rémunération et retiennent leurs familles en otage jusqu'à ce qu'ils aient atteint leurs quotas. Entre 1890, un an après l'arrivée des Français, et 1940, la population a diminué de moitié en raison des maladies, de la faim et de l'exploitation. De nouvelles formes de travail forcé sont également introduites et un grand nombre d'Oubanguiens sont envoyés travailler sur le chemin de fer Congo-Océan. Entre 20 et 25 % des 127 000 travailleurs employés pour ce chantier meurent d'épuisement, de maladie ou de mauvaises conditions de travail.
Les colons Français combattent l’anthropophagie et l’esclavage, les missions religieuses prônent le mariage monogamique et l’État encourage l’arrivée des colons pour la mise en valeur du pays. Mais des hommes, ayant des relations au gouvernement, obtiennent d’immenses territoires concessionnaires. Des entreprises commencent à exploiter les ressources du pays en ayant recours de façon importante au travail forcé. La fuite en brousse de la population constitue alors une des formes de résistance, la plus marquante étant la guerre du Kongo-Wara et fait l’objet de répressions. La colonisation française en Oubangui-Chari est considérée par RFI comme la plus brutale de l'Empire colonial français.
L'Afrique équatoriale française, en particulier la région d'Oubangui-Chari, avait un système de concessions similaire à celui de l'État libre du Congo et des atrocités similaires y ont également été commises. L'écrivain André Gide s'est rendu en Oubangui-Chari et les habitants lui ont raconté des atrocités telles que des mutilations, des démembrements, des exécutions, le brûlage d'enfants et des villageois attachés de force à de grandes poutres et obligés de marcher jusqu'à ce qu'ils tombent d'épuisement et de soif. Le livre Voyage au Congo de Gide, publié en 1927, décrit les horreurs des sociétés concessionnaires en Afrique équatoriale française. Le livre a eu un impact important sur le mouvement anticolonialiste en France. Le nombre de victimes sous le système de concession français en Oubangui-Chari et dans d'autres parties de l'Afrique équatoriale française reste inconnu, mais en pourcentage, il était aussi meurtrier que l'État libre, dont la population a chuté de moitié.
Durant la Seconde Guerre mondiale, la colonie se joint aux Forces alliées.

### Premières années d'indépendance (1960 - 1965)
Le pays devient la République centrafricaine le 1er décembre 1958 et proclame son indépendance le 13 août 1960,.
Depuis, le pays a conservé le français comme langue officielle, utilisée dans les documents administratifs, alors que le sango, langue véhiculaire, agit comme unificateur du pays, permettant à chacun de se comprendre, même sans éducation scolaire avancée[réf. nécessaire].
Le premier chef de l'État, Barthélemy Boganda, est considéré comme le père de la nation centrafricaine. Parlementaire à Paris, il fut l'auteur de brûlots réguliers et de demandes de maintien de tous les droits français au peuple d'Afrique équatoriale française. Parlementaire français véhément, il prônait depuis longtemps l'indépendance des colonies et avait proposé la création des États unis de l'Afrique latine, groupant Gabon, Congo, Cameroun et République centrafricaine. Il y voyait la seule solution permettant d'éviter l'éclatement de la région en territoires trop petits, non viables, et sans rôle à jouer sur la scène internationale. Il meurt le 29 mars 1959, peu après son élection, dans un accident d'avion dont les causes n'ont jamais été élucidées. Le nom de République Centrafricaine est adopté pour mettre en action son projet panafricain (étape 1 : Création d'un État africain central), bien que les pays voisins se soient opposés au projet.

### Période Bokassa et empire centrafricain (1965 - 1979)
En 1965, lors du « coup d'État de la Saint-Sylvestre », Jean-Bedel Bokassa renverse son cousin David Dacko et prend le pouvoir. Le 4 décembre 1976, il s'auto-proclame empereur Bokassa Ier. Il met alors en place une politique très répressive dans tout le pays.
En septembre 1979, « l'opération Barracuda », du 8e régiment de parachutistes d'infanterie de marine de Castres de l'armée française dirigée par le colonel Bernard Degenne, renverse Bokassa et remet au pouvoir David Dacko. En effet, depuis quelque temps, Bokassa se rapproche de plus en plus de Mouammar Kadhafi dont la politique au Tchad est en contradiction complète avec les intérêts français,.

### Après-Bokassa
David Dacko lui succède encore brièvement. Il sera chassé du pouvoir par un coup d'État le 1er septembre 1981 par le général André Kolingba, qui établit un régime militaire.
André Kolingba restera au pouvoir jusqu'en 1993, année où, suivant le courant de démocratisation lancé par le sommet de La Baule, les premières élections multipartites ont lieu et Ange-Félix Patassé est élu président de la République.
À la fin des années 1990, les « compagnies juniors » canadiennes, investies dans plus de 8 000 propriétés minières, dans plus de 100 pays, pour la plupart encore à l'état de projet, multiplient les contrats avec des pays africains parmi lesquels la République centrafricaine, où elles ont cependant du mal à se faire une place, la Colombe Mines possédant les principaux sites diamantifères.

### Régime Bozizé et guerre civile (2003 - 2013)
En 2001, une tentative de coup d'État provoque de violents affrontements dans la capitale, Bangui.
Après une nouvelle série de troubles, le 15 mars 2003, le général François Bozizé réussit, avec l'aide de militaires français (deux avions de chasse de l'armée française survolaient Bangui pour filmer les positions des loyalistes pour le compte de Bozizé) et de miliciens tchadiens (dont une bonne partie va rester avec lui après son installation au pouvoir), un nouveau coup d'État et renverse le président Patassé. Le général Bozizé chasse alors les rebelles congolais, auteurs de méfaits et crimes innombrables, notamment dans et autour de Bangui.
Une élection présidentielle a lieu, après plusieurs reports, le 13 mars 2005, sous la direction d'une Commission Électorale Mixte Indépendante (CIME), présidée par Jean Willybiro-Sako. On peut relever comme candidatures, celles de François Bozizé (déjà chef de l'État), l'ancien président André Kolingba, et l'ancien vice-président Abel Goumba. Les candidatures de plusieurs autres candidats, dont celles de Charles Massi du FODEM, de l'ancien premier ministre Martin Ziguélé, de l'ancien ministre et ancien maire de Bangui Olivier Gabirault et de Jean-Jacques Démafouth, sont refusées par la commission électorale avant la médiation gabonaise et les accords de Libreville. À la suite de ces accords, seule la candidature de l'ancien président Ange-Félix Patassé est définitivement rejetée par la commission élue.
Le régime de François Bozizé est violemment contesté et une première guerre civile centrafricaine ravage le pays entre 2004 et 2007, jusqu'à la signature d'un accord de paix le 2 février 2007 à Syrte en Libye.
Cependant, les rebelles dénoncent la non-tenue des accords par le président François Bozizé, et reprennent les armes fin 2012, lançant une série d'attaques démarrant la deuxième guerre civile centrafricaine. Le 24 mars 2013, les rebelles de la coalition Seleka s'emparent de Bangui et François Bozizé s'enfuit. Michel Djotodia s'auto-proclame président de la République centrafricaine. Mais les nombreuses exactions commises par les miliciens de la Seleka, majoritairement musulmans, amènent l'insécurité dans le pays, et des milices d'auto-défense, les anti-balaka se forment. Le conflit débouche sur une situation « pré-génocidaire » selon la France et les États-Unis. Le 5 décembre 2013, une résolution de l'ONU permet à la France d'envoyer des troupes armées en République centrafricaine (opération Sangaris) aux fins annoncées de désamorcer le conflit et de protéger les civils.

### Depuis 2013: Instabilité politique, violences et mercenaires
Le 10 janvier 2014, le président de la transition centrafricaine Michel Djotodia et son premier ministre Nicolas Tiangaye annoncent leur démission lors d'un sommet extraordinaire de la Communauté économique des États de l'Afrique centrale (CEEAC),. Le 20 janvier 2014, le Conseil national de transition de la République centrafricaine élit Catherine Samba-Panza comme chef de l'État de transition de la République centrafricaine. Au printemps 2014, trois journalistes sont tués, dont la Française Camille Lepage, sur fond de sanctions de l'ONU.
Le 23 juillet 2014, les belligérants signent un accord de cessation des hostilités à Brazzaville, au Congo En dépit de cet accord, le pays est divisé en régions contrôlées par des milices, « sur lesquelles ni l’État ni la mission de l’ONU n’ont prise ».
Une élection présidentielle est organisée en décembre 2015 et janvier 2016. Faustin-Archange Touadéra arrive deuxième du premier tour avec 19 % des voix, derrière son opposant, Anicet-Georges Dologuélé qui arrive en tête avec 23,7 %. Il est finalement élu président de la République à l'issue du deuxième tour, avec 62,7 % des suffrages contre 37,3 % à Anicet-Georges Dologuélé. Ce nouveau président de la République lance un processus de réconciliation nationale afin de rendre justice aux victimes des guerres civiles, la plupart déplacées à l'intérieur et à l'extérieur du pays. Pour ce faire, il charge par décret son ministre conseiller, Regina Konzi Mongot, d'élaborer le Programme national de réconciliation nationale et de paix, proposé en décembre 2016, adopté en séance tenante à l'unanimité par les organismes internationaux. Pour autant, en juin 2017, les affrontements à Bria, dans le centre-est du pays, font une centaine de morts. Par ailleurs, un comité est également mis en place afin de juger les principaux acteurs et dédommager les victimes.
Depuis 2018, des mercenaires russes du Groupe Wagner et de la société privée Sewa Security Services (SSS) sont présents en Centrafrique, où ils participent à la formation de militaires des Forces Armées Centrafricaines (FACA) et à la protection rapprochée du Président centrafricain.
Le 6 février 2019, l'État centrafricain signe avec les 14 principaux groupes armés du pays un nouvel accord de paix négocié en janvier à Khartoum (Soudan).
Malgré cet accord, 80 % du territoire restent contrôlés par des groupes armés et les massacres de populations civiles continuent.
En décembre 2020, des mercenaires russes du groupe Wagner s'engagent aux côtés de l'armée centrafricaine, des forces de la MINUSCA et des forces rwandaises contre les rebelles de la Coalition des patriotes pour le changement qui veulent prendre Bangui et empêcher la tenue des élections présidentielle et législatives. Le 31 mars 2021, le Groupe de travail des Nations unies sur les mercenaires a dit sa préoccupation sur des violations répétées des droits de l'Homme par les mercenaires du groupe Wagner. Une enquête de RFI a collecté de nombreux indices, dont des documents confidentiels et des témoignages allant en ce sens. Le gouvernement centrafricain a réagi en mettant en place une commission d'enquête. La Russie a dénoncé « de fausses nouvelles » qui « servent les intérêts des malfaiteurs qui complotent pour renverser le gouvernement ».
En avril 2022, une « opération » militaire menée par l'État centrafricain et des paramilitaires russes cause la mort de dizaines de civils dans les villages de Gordil et Ndah, au Nord-Est de la capitale. À la suite de ce massacre, l'ONU indique ouvrir une enquête.

## Politique et administration

### Gouvernement
La République centrafricaine est une république présidentielle où le président est à la fois chef d'État et chef du gouvernement. Le pouvoir exécutif est détenu par le gouvernement tandis que le pouvoir législatif est partagé entre le gouvernement et le parlement.
Du 24 mars 2013, date de sa prise de pouvoir par les armes, au 10 janvier 2014, date de sa démission, Michel Djotodia remplit la fonction de président de la République et Nicolas Tiangaye exerce la fonction de Premier ministre. Après leur démission, l'intérim est assuré par Alexandre-Ferdinand N'Guendet, président du Conseil national de transition qui élit ensuite Catherine Samba-Panza comme Chef de l'État de transition de la République centrafricaine. Elle prête serment le 23 janvier 2014 et le 25, elle nomme Premier ministre André Nzapayeké.
À la suite des pourparlers de Brazzaville, un accord de cessez-le-feu est signé le 23 juillet 2014 assorti de la condition de la formation d'un gouvernement d'union nationale[réf. nécessaire]. Le 10 août 2014, Mahamat Kamoun est nommé Premier ministre du gouvernement d'union nationale à la tête d'un gouvernement de 30 membres où les femmes sont très représentées.
Faustin-Archange Touadéra devient président le 30 mars 2016 et son chef de gouvernement est Simplice Sarandji. En décembre 2020, il est réélu président de la République.

### Découpage territorial
La République centrafricaine est composée de 20 préfectures, deux préfectures économiques, et une commune autonome. Les 14 préfectures sont : Bamingui-Bangoran, Basse-Kotto, Haute-Kotto, Haut-Mbomou, Kémo, Lobaye, Mambéré-Kadéï, Mbomou, Nana-Mambéré, Ombella-M'Poko, Ouaka, Ouham, Ouham-Pendé, Vakaga. Les deux préfectures économiques sont : Nana-Grébizi et Sangha-Mbaéré. Bangui a le statut spécifique de commune.
Ces 20 préfectures sont elles-mêmes sous-divisées en 84 sous-préfectures.
L’organisation administrative de la RCA, s’articule donc autour de sept régions, 20 préfectures, 84 sous-préfectures et deux postes de contrôle administratif et 175 communes, dont six communes d’élevages, et environ 10 000 villages, quartiers de villes.
La ville de Bangui, est la septième région et est structurée en commune urbaine avec huit arrondissements et les communes spéciales de Bimbo et Bégoua.

### Ordres et décorations

#### Ordres nationaux
- Ordre du Mérite centrafricain

Ruban de chevalier de l'ordre de la reconnaissance centrafricaine.

- Ordre de la reconnaissance centrafricaine
- Ordre de l'opération Bokassa (supprimé en 1979, mais son port est encore accepté[82])

#### Ordres ministériels / spécifiques
- Ordre du Mérite Agricole
- Ordre de l'Éducation Nationale
- Ordre du Mérite Postal
- Ordre du Mérite Industriel et Artisanal
- Ordre du Mérite Commercial

#### Médailles
- Étoile du Mérite Militaire
- Croix de la Valeur Militaire
- Médaille du Travail (or, argent et bronze)
- Médaille des Mères (or, argent et bronze)
- Médaille du Mérite Sportif (or, argent et bronze)
- Médaille du Ministère de l'Intérieur
- Médaille Misab Bangui
- Médaille de bois précieux[Quoi ?]

## Démographie

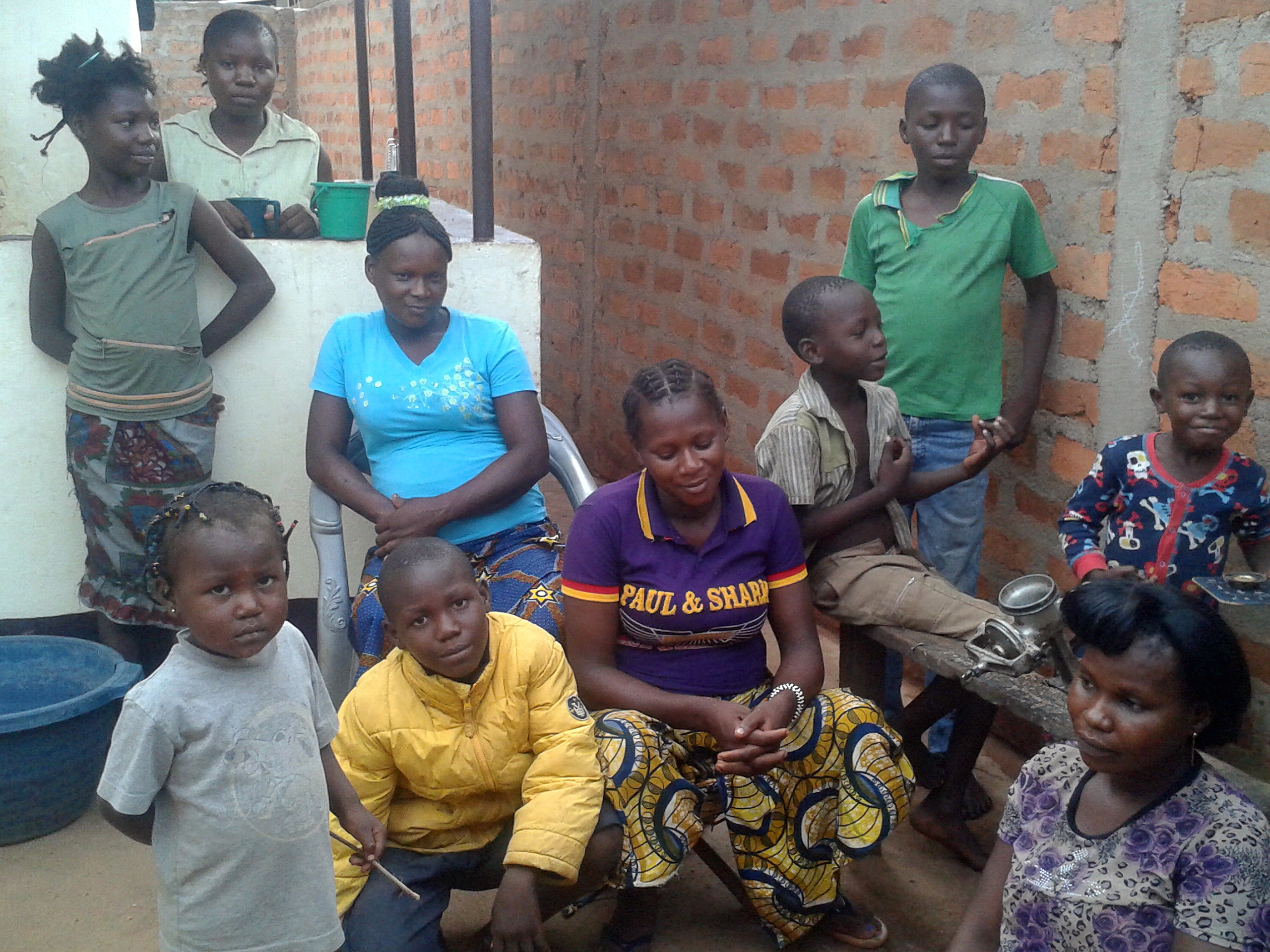
Famille centrafricaine.

### Villes principales
La projection de la population urbaine des principales villes en 2015 est obtenue à partir des données du dernier recensement de la population.
| No | Nom           | Préfecture     | hab.    |
| -- | ------------- | -------------- | ------- |
| 1  | Bangui        | Bangui         | 839 081 |
| 2  | Bimbo, Bégoua | Ombella-M'Poko | 180 643 |
| 3  | Berbérati     | Mambéré-Kadéï  | 95 840  |
| 4  | Carnot        | Mambéré-Kadéï  | 60 684  |
| 5  | Bambari       | Ouaka          | 53 835  |
| 6  | Bouar         | Nana-Mambéré   | 49 254  |
| 7  | Bria          | Haute-Kotto    | 45 993  |
| 8  | Bossangoa     | Ouham          | 44 492  |
| 9  | Nola          | Sangha-Mbaéré  | 40 614  |
| 10 | Bangassou     | Mbomou         | 39 611  |
| 11 | Boda          | Lobaye         | 31 295  |
| 12 | Sibut         | Kémo           | 29 892  |
| 13 | Kaga-Bandoro  | Nana-Grébizi   | 29 706  |
| 14 | Mbaïki        | Lobaye         | 26 774  |
| 15 | Bozoum        | Ouham-Pendé    | 25 640  |
| 16 | Batangafo     | Ouham          | 21 613  |
| 17 | Paoua         | Ouham-Pendé    | 20 227  |
| 18 | Ippy          | Ouaka          | 20 058  |
| 19 | Bocaranga     | Ouham-Pendé    | 19 111  |
| 20 | Kabo          | Ouham          | 18 471  |

Le recensement général de la population et de l'habitat (RGPH) effectué en 2003 a donné un nombre de 5 391 539 habitants :
- femmes : 2 707 092 (50,21 %) ;
- hommes : 2 684 447 (49,79 %) ;
- jeunes de moins de 18 ans : 49,8 % ;
- population en zone rurale : 3 349 224 (62,12 %) ; population en zone urbaine : 2 042 315 (37,88 %).

Les précédents recensements de 1975 et 1988 avaient quantifié la population respectivement à 2 056 000 habitants et 2 688 426 habitants.

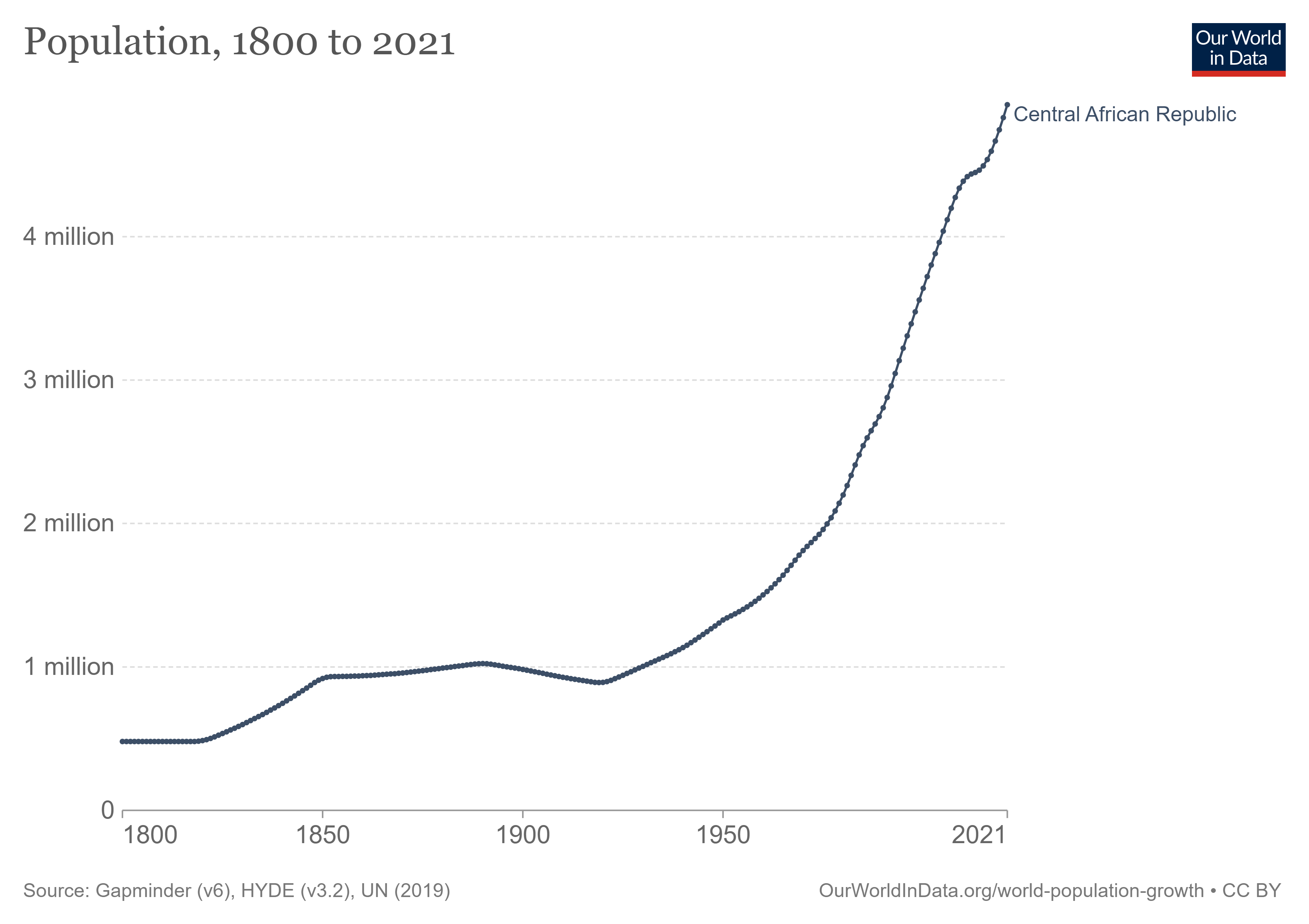
Évolution de la démographie entre 1800 et 2021 (chiffre de la Our World in Data, 2022).

Depuis le début de 2007, de nombreuses organisations humanitaires non gouvernementales, de toutes obédiences et de tous pays, sont de retour en République centrafricaine, dans la foulée des historiques actions du réseau Caritas Internationalis ou de Médecins sans frontières. Les projets sont actuellement[Quand ?] priorisés sur l'éducation, le développement agricole et rural, le soutien aux populations déplacées ou migrantes, l'accès aux soins de santé primaire, et un peu de microfinance pour soutenir les initiatives locales créatrices de revenus.

### Communautés

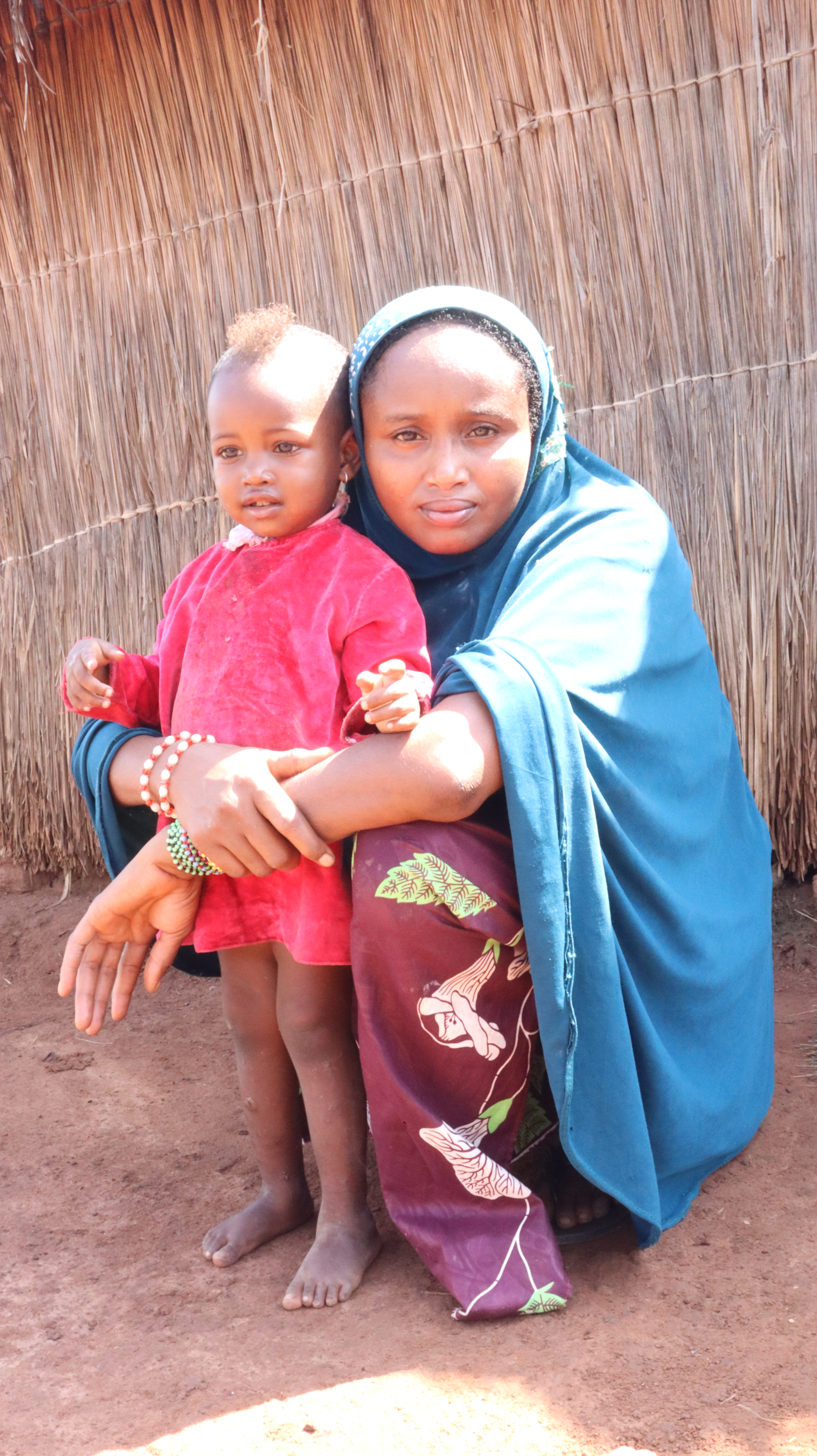
Communauté peuhl de Sibut

#### Mbororos
En République centrafricaine, les Peuls Mbororos représentent sans doute plus de la moitié de la population musulmane du pays et vivent pour une majorité de l’élevage dans le monde rural et nomade mais il existe dans certaines régions leurs camps où ils s'installent pendant la saison humide. Une partie de la communauté musulmane est originaire du Cameroun et est arrivée dans les années 1920, d’autres sont venus du Tchad (sans doute originellement du Niger, voire du Nigeria) avant des migrations plus contemporaines à partir des années 1990. Les mbororos ou peulhs sont les peuples éleveurs de bœufs et ce sont eux qui ravitaillent la population banguissoise en viande de bœufs (la viande la plus consommée sur le territoire).

### Langues
Les deux langues officielles de la République centrafricaine sont le français et le sango. Le pays compte plus de quatre-vingt ethnies parlant chacune des dialectes différents. Le sango, la langue véhiculaire, représente une vraie langue de communication, largement partagée dans le pays à l'époque de la colonisation française pour commercer et échanger. Il n'est cependant pas parlé par les populations du Nord, région à dominante musulmane. Le sango tire son origine dans la langue Ngbandji parlée par les peuples venus de la Libye situé à l’extrémité méridionale de la Haute-Égypte selon les rapports oraux de cette ethnie homogène et solidaire qu’on retrouve entre autres en République centrafricaine et en République démocratique du Congo. Après leur migration sur les rivières Oubangui et Mbomou, ils longent en majeure partie la rive gauche et s’étendent jusqu’à l’intérieur des terres. On peut noter entre autres les sous-groupes de cette ethnie qui sont les Yakoma, Sango, Dendi, Mbangui et Gbodo.
La République centrafricaine est membre de l'Organisation internationale de la francophonie de même que de l'Assemblée parlementaire de la francophonie.

### Religions
D'après le recensement de 2003, les principales religions en République centrafricaine sont les suivantes : christianisme (80,3 %, dont protestantisme 51,4 % et catholicisme 28,9 %), islam (10,1 %), animisme (9,6 %). La République centrafricaine est un pays membre de l'Organisation de la coopération islamique.

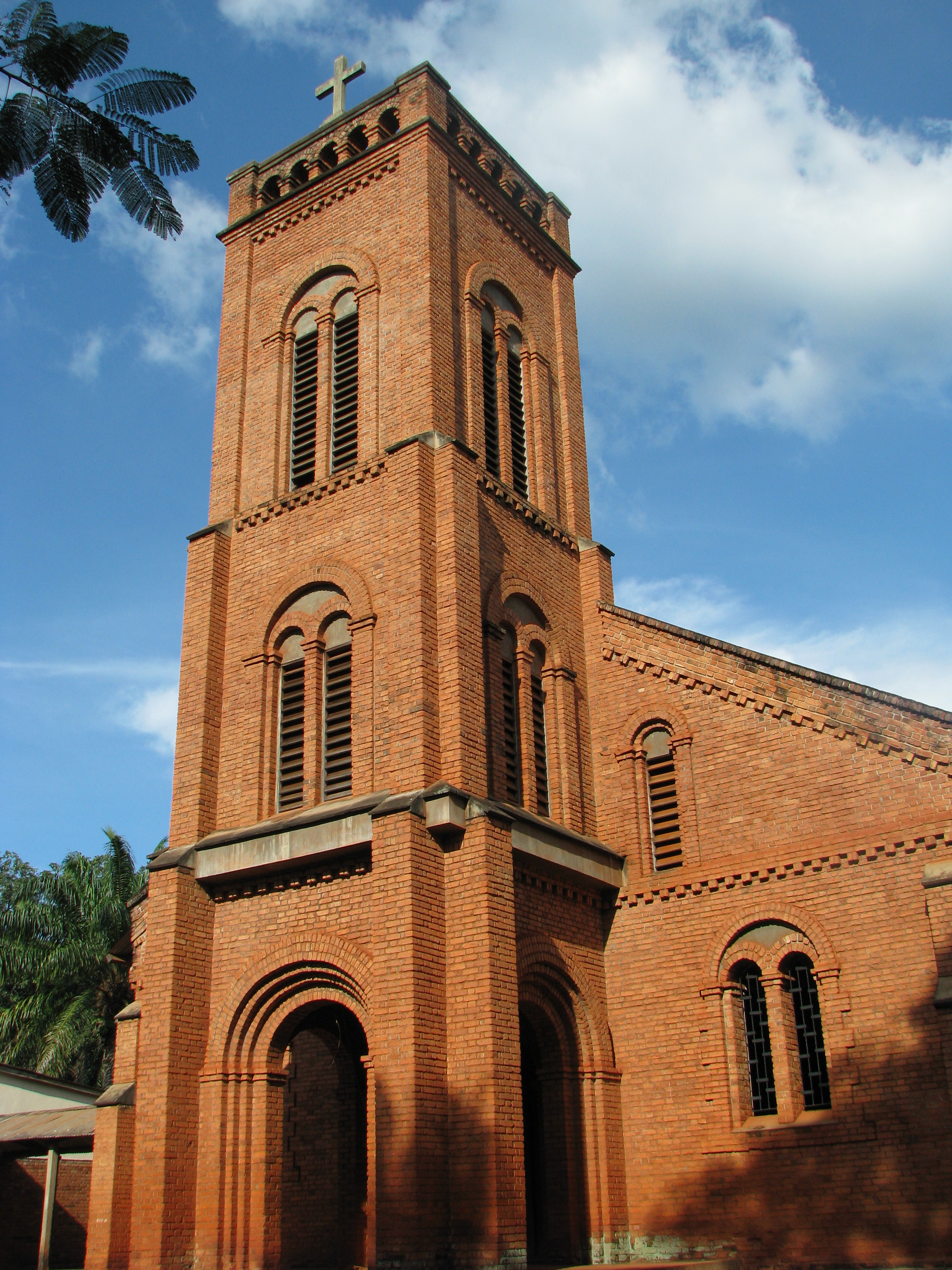
Cathédrale Saint-Pierre-Claver, Bangassou.

#### Christianisme
L’Église évangélique baptiste en République centrafricaine est fondée en 1925. En 2016, elle compte 250 églises et 65 000 membres.
L’Église catholique est officiellement fondée en RCA en 1909. L'archidiocèse de Bangui est l'unique archidiocèse catholique en République centrafricaine. Son siège est à la cathédrale Notre-Dame-de-l'Immaculée-Conception de Bangui. En 2012 les Catholiques comptent 487 000 fidèles.

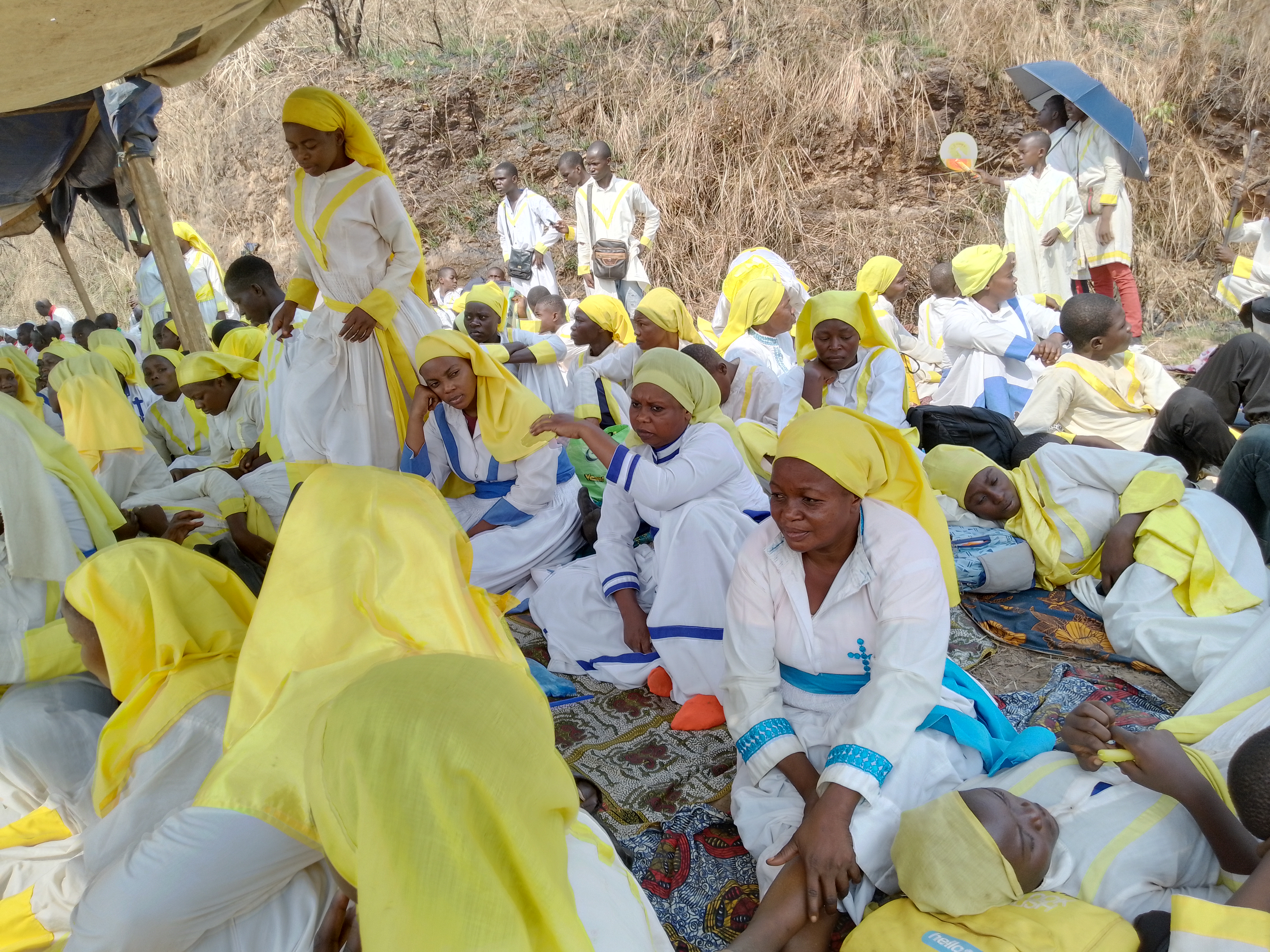
Les fidèles de l’Église Christianisme Prophétique en Afrique en pèlerinage (Janvier 2024)

#### Islam
Pour beaucoup de Centrafricains, le terme « musulman » renvoie essentiellement à son synonyme « tchadien », même si les Peuls Mbororos représentent sans doute plus de la moitié de la communauté musulmane.
Spécialisés dans le commerce et arrivés en plusieurs vagues de migration depuis l'époque coloniale, leurs enfants n’ont jamais été considérés comme Centrafricains même après plusieurs générations. La haine sociale de la population la plus modeste contre ces commerçants « profiteurs » et leur proximité avec le régime de François Bozizé ont contribué à leur mise à l'écart.

### Éducation

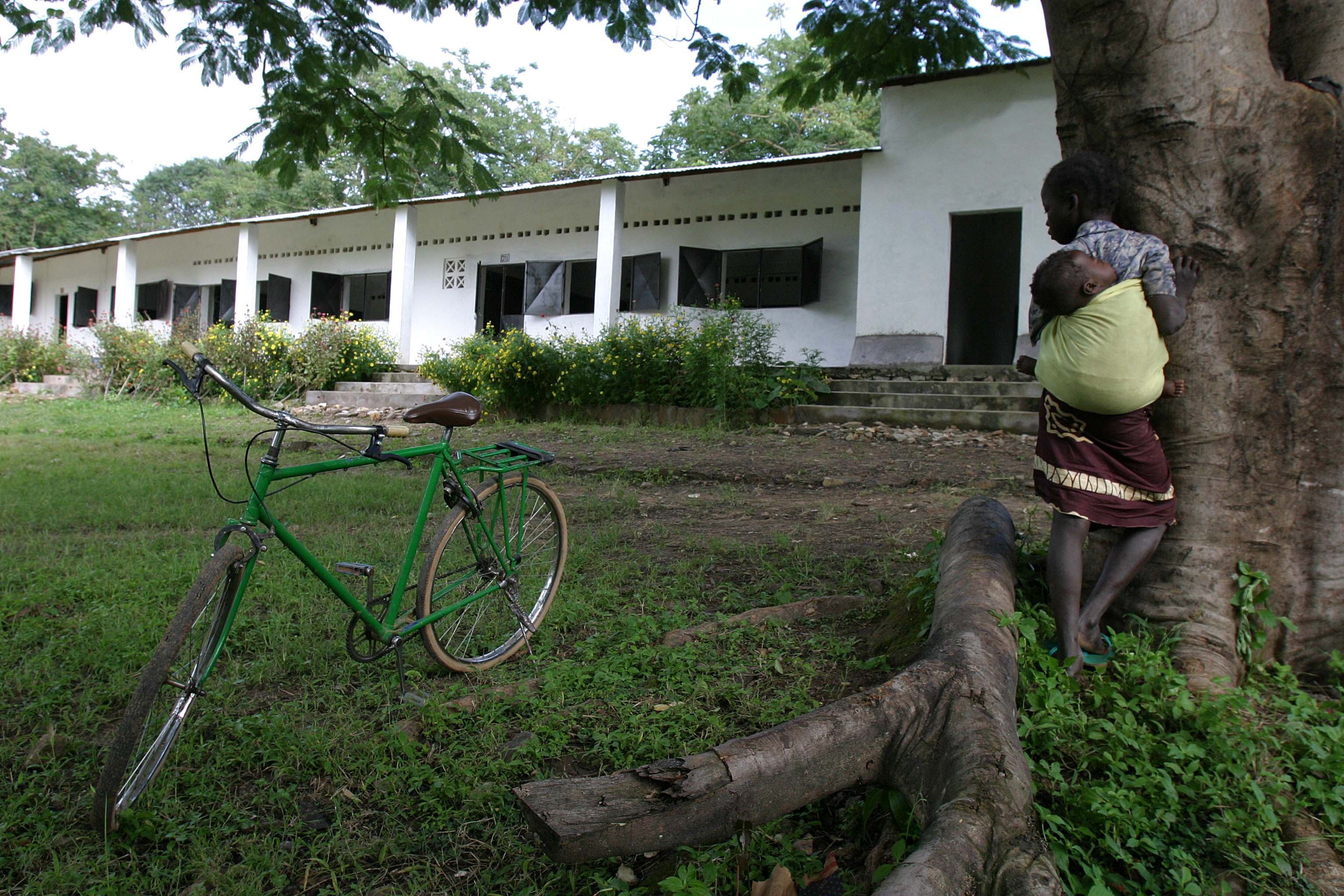
École à Ngaoundaye.

Le système éducatif en République centrafricaine est calqué sur le modèle de la France. Il y a des disparités en ce qui concerne l'accès à l'éducation selon des critères sociaux et régionaux. On constate aussi un faible pourcentage de femmes dans le système scolaire. L’université de Bangui construite pendant le régime de Bokassa reste la seule qui fournisse un enseignement supérieur public. L'école est obligatoire depuis 2008[réf. souhaitée].
En septembre 2013, à cause de la situation sécuritaire, 60 % des écoles du pays étaient fermées.

### Santé
Les principaux problèmes de santé du pays sont : la mortalité maternelle et infantile élevées, une prévalence élevée des maladies transmissibles (dont le VIH SIDA), la faible performance du système de santé et un financement du secteur fortement dépendant de l'aide extérieure.
En septembre 2013, on comptait sept chirurgiens pour l'ensemble du pays. À cause de la situation sécuritaire, la plupart des centres de santé sont fermés.
La capitale Bangui possède plusieurs hôpitaux dont le centre hospitalier Amitié, construit avec l'aide de fonds chinois, et l’hôpital communautaire.

## Économie

Évolution historique du PIB réel par habitant en République centrafricaine.

En République centrafricaine, le revenu par habitant est de 446 dollars en 2012. L'agriculture représente 50 % du PIB, et l'élevage à lui seul 12,7 %.
Le pays possède de nombreuses ressources naturelles, en commençant par des gisements d'aluminium, de cuivre, d’or, de diamant, d’uranium et des puits de pétrole,.

### Agriculture et exploitation forestière

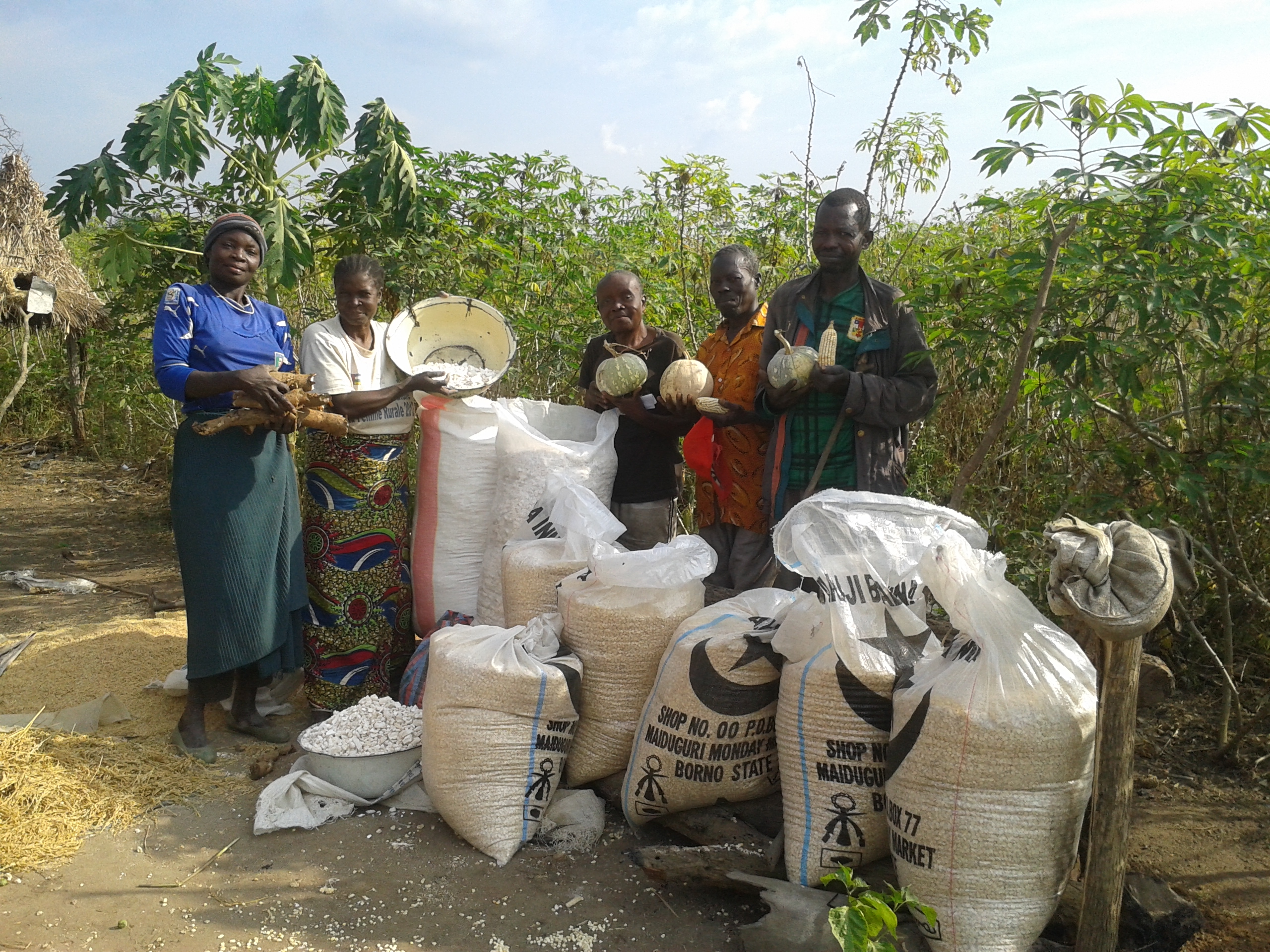
Récolte et conditionnement du manioc.

Les principales cultures sont le manioc (cassave), les bananes, le maïs, le café, le coton et le tabac,.
Le potentiel des sols est estimé à 15 millions d'hectares, (150 000 km2).
Le nord-ouest et le centre du pays représentent un bassin agricole important pour les cultures de coton et de canne à sucre. Toutefois, la faiblesse des infrastructures et du soutien à la production, qui reste majoritairement extensive, limite très fortement les rendements, très inférieurs à ceux des pays voisins. L'enclavement du pays demeure un handicap important.
En 2009, l’élevage s’appuie sur un cheptel d'environ 15 millions de têtes.

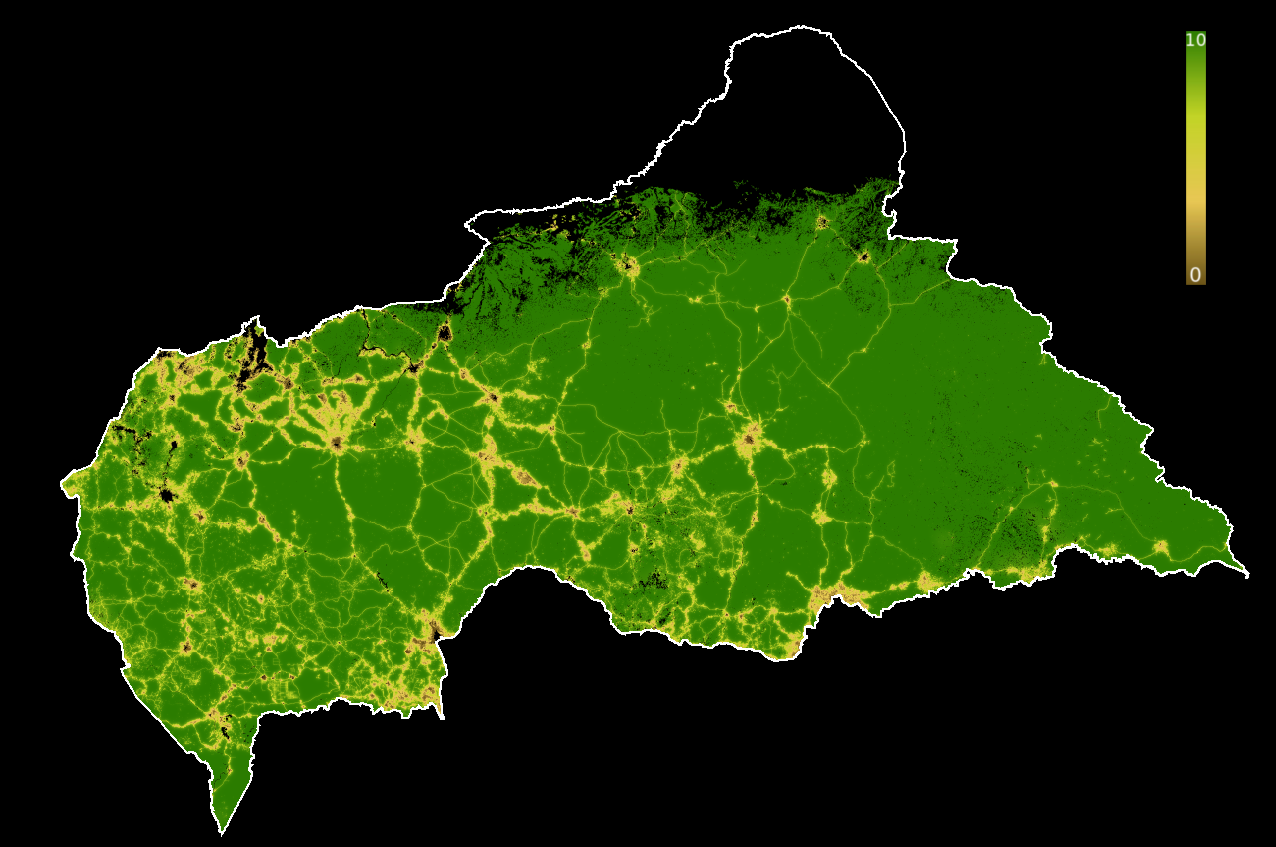
La République centrafricaine avait un score moyen de l'Indice d'intégrité du paysage forestier 2019 de 9.28, le classant septième sur 172 pays.

L'exploitation forestière contribue largement au PIB, avec d'importantes ressources en bois tropicaux. La forêt centrafricaine couvre une superficie de 3,8 millions d'hectares, (38 000 km2). Dès le début de la colonisation, on a exploité l'hévéa pour son latex, aujourd'hui les essences sont plus diversifiées. Les moins nobles sont transformées localement par une petite industrie de contreplaqués, tandis que les plus précieuses sont exportées sans transformation sous forme de grumes.

### Hydrocarbures
Les premiers forages pétroliers sont réalisés au début des années 1980 par la compagnie pétrolière américaine Esso. Le président Patassé avait attribué un permis d'exploitation à la compagnie américaine Grynberg en 2000 mais celui-ci a expiré en 2004. Le gouvernement américain suit de près la situation sur place.
Le pétrole de Gordil, à la frontière tchadienne est concédé par le régime de François Bozizé en 2012 aux Chinois de la China National Petroleum Corporation,.
Un milliard de barils de pétrole seraient présents dans le sous-sol du pays, principalement au nord, près de la frontière avec le Tchad, certains experts parlant de jusqu’à 5 milliards de barils.
Quatre sites pétroliers prometteurs sont identifiés : Bagara, Doseo, Salamat et Doba/Bango.

### Uranium
Dans les années 1960, un gisement de phosphates uranifères avait été découvert à Bakouma par le Commissariat français à l'énergie atomique. La Centrafrique posséderait environ 20 000 tonnes de réserves d'uranium.
Le groupe nucléaire Areva a signé en août 2008 avec le pouvoir de François Bozizé, un contrat de 18 milliards de Francs CFA (27 millions d’euros) sur 5 ans portant sur un projet du gisement d’uranium à Bakouma à 900 km au nord-est de Bangui.
Areva a cependant renoncé à l'exploiter en raison de l’insécurité et de la baisse mondiale du cours de l’uranium dû à l’accident nucléaire de Fukushima en 2011,.

### Diamants

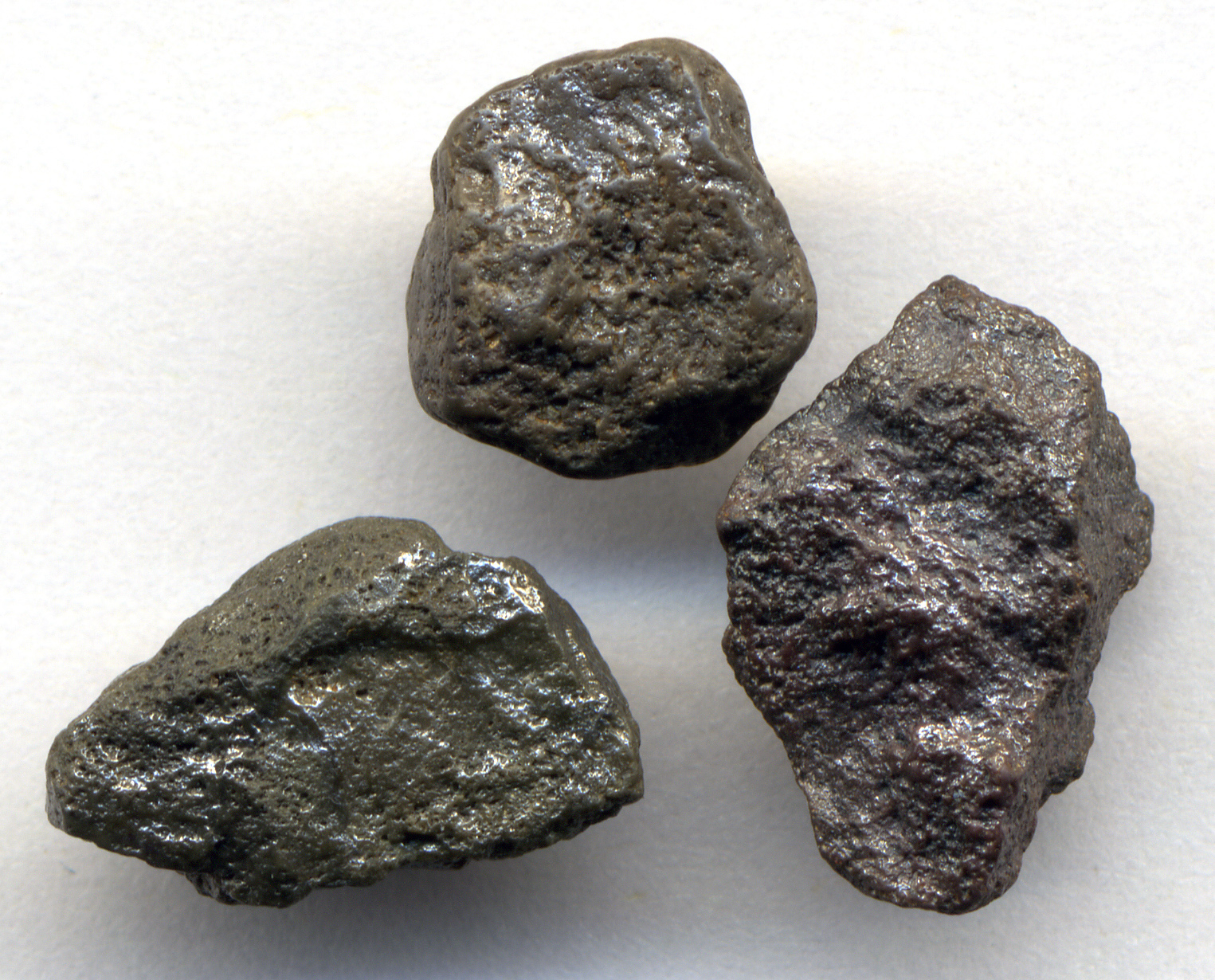
Carbonado du sud-ouest du pays.

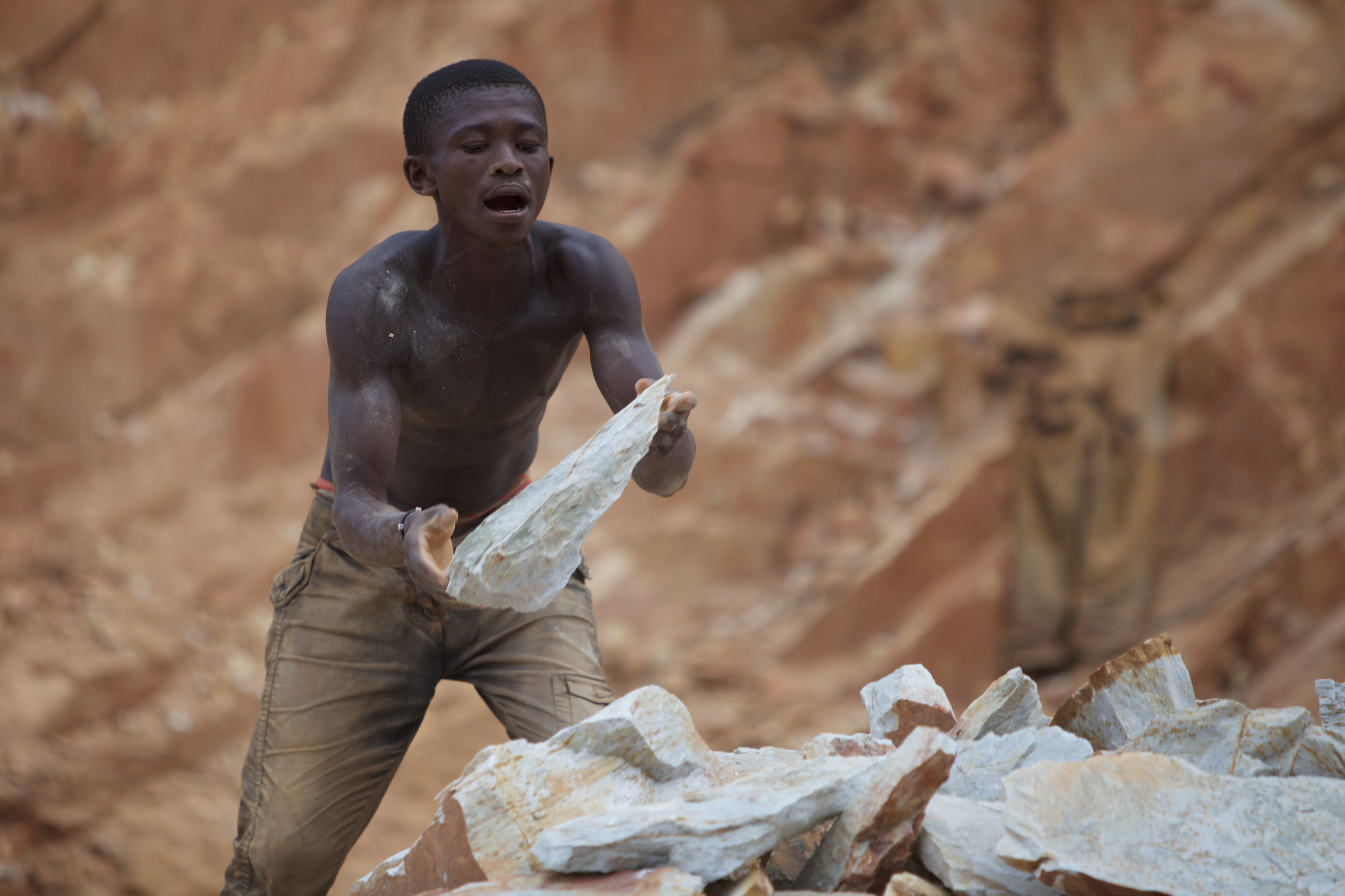
Exploitation manuelle d'une carrière de pierre.

La production de diamants alluvionnaires de très bonne qualité (diamants de joaillerie) s'établit à environ 500 000 carats bruts par an. La Centrafrique figure en quatrième ou cinquième place mondiale pour leur qualité.
La production réelle est difficile à estimer, au double environ ; il existe une contrebande importante dans ce secteur. La production, le commerce, ainsi que la taille des diamants, sont des activités qui font régulièrement l'objet de plans visant à les nationaliser, ou au contraire à les libéraliser. Les chefs d’État centrafricains ont toujours profité du diamant, Jean-Bedel Bokassa (1966-1979) les a utilisés à des fins diplomatiques comme lors de l'affaire des diamants avec le président français Giscard d'Estaing.
En 2013, la Centrafrique est suspendue du processus de Kimberley visant à lutter contre les diamants du sang,.

### Industrie
Le tissu industriel, qui n'a jamais été très développé par rapport aux pays voisins comme le Cameroun par exemple, a souffert des troubles militaires et politiques successifs, et est aujourd'hui quasiment inexistant. Quelques industries développées dans les années 1970 (manufactures de tissus, de chaussures…) ont disparu. Il subsiste une production locale de bière et de transformation d'aluminium. Le secteur privé emploie environ 11 000 salariés.
Les services publics (eau, électricité, téléphone filaire…), monopoles publics, sont dans des situations financières difficiles, et les équipements, faute de maintenance et d'investissement, sont pour la plupart vétustes, entraînant des ruptures de service très fréquentes. Le poids important de la dette dans le budget national, et la faiblesse du niveau des ressources propres, rendent la gestion de l'État difficile (non-paiement de salaires des fonctionnaires, grèves et mouvements sociaux) et contribuent à la fragilité des institutions politiques.
Un cadre législatif anachronique voire inexistant, l'absence d'infrastructures de transport et forte corruption, caractérisent l'économie de la République centrafricaine, qui fait également partie d'institutions visant à l'intégration sous-régionale ou régionale comme la Communauté économique et monétaire de l'Afrique centrale (CEMAC).

### Braconnage et tourisme
La Centrafrique reste un des endroits de la planète où l'on trouve encore une flore et une faune très diversifiées, en particulier une population d'éléphants d'Afrique de forêt. Cette situation reste très fragile du fait du braconnage pour l'ivoire et de la consommation de viande de brousse, mais représente un potentiel cynégétique et d'écotourisme important. Le tourisme est peu développé, autant du fait de la faiblesse des infrastructures d'accueil et de transport que de la forte insécurité qui règne dans le pays.

### Multinationales
Plusieurs multinationales sont présentes sur place dont Total, Bolloré, Castel, Areva, Orange,, ou Toyota.

## Transport

### Transport routier

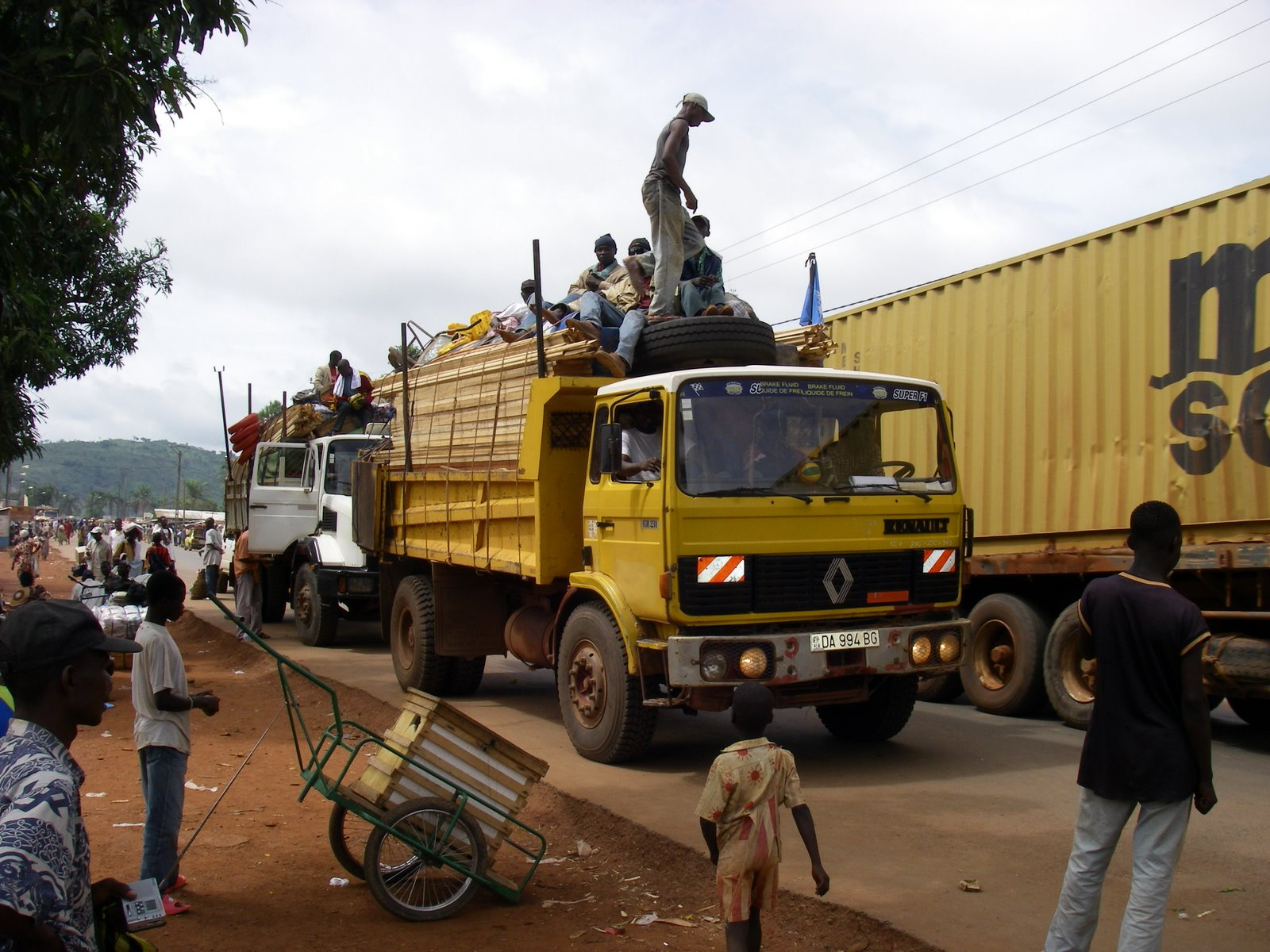
Camions à Bangui.

La circulation routière dans les provinces en République centrafricaine reste très difficile et très dangereuse car l'état des routes est trop dégradé et reste archaïque sans mesure de sécurité routière adéquate pour les usagers. Il y a souvent l’image de cette grappe humaine, d’hommes, femmes, et enfants et nourrissons agrippés en équilibre précaire au sommet des véhicules de transport de marchandises, victimes de nombreux accidents aux conséquences dramatiques. Un carnet de route avec photos apporte quelques informations.
Des difficultés de transport urbain et interurbain existent aussi dans le pays. La RCA disposait il y a quarante ans d’une société de transport centrafricain appelée SOTRECA. Compte tenu de l’étroitesse de sa flotte, elle n’a pas pu satisfaire les besoins de la population en matière de transports. Dix ans plus tard, la Compagnie Nationale de Transport (CNTR) a succédé à la SOTRECA, mais avec une durée de vie éphémère.
Pendant trente années, la RCA ne dispose pas d’une entreprise de transport urbain de personnes digne de ce nom. Pour combler ce vide et face à la situation qui devenait de plus en plus alarmante, l'État a créé en 2010 la SONATU ; une société d’État avec un capital social de 480 millions de francs CFA, une flotte de cent autobus qui assure un transport urbain (en commençant par Bangui et ses environs) et interurbain. C’est la société indienne Jaguar qui a doté la SONATU de ces autobus de fabrication indienne « A. Mazda » d'après les affirmations du consul de l'Inde à Bangui, Sakajit Jakati.

### Transport aérien
Le principal aéroport du pays est celui de la capitale, l'aéroport Bangui M’poko.

## Culture
La culture centrafricaine est diversifiée entre les peuples et ethnies.

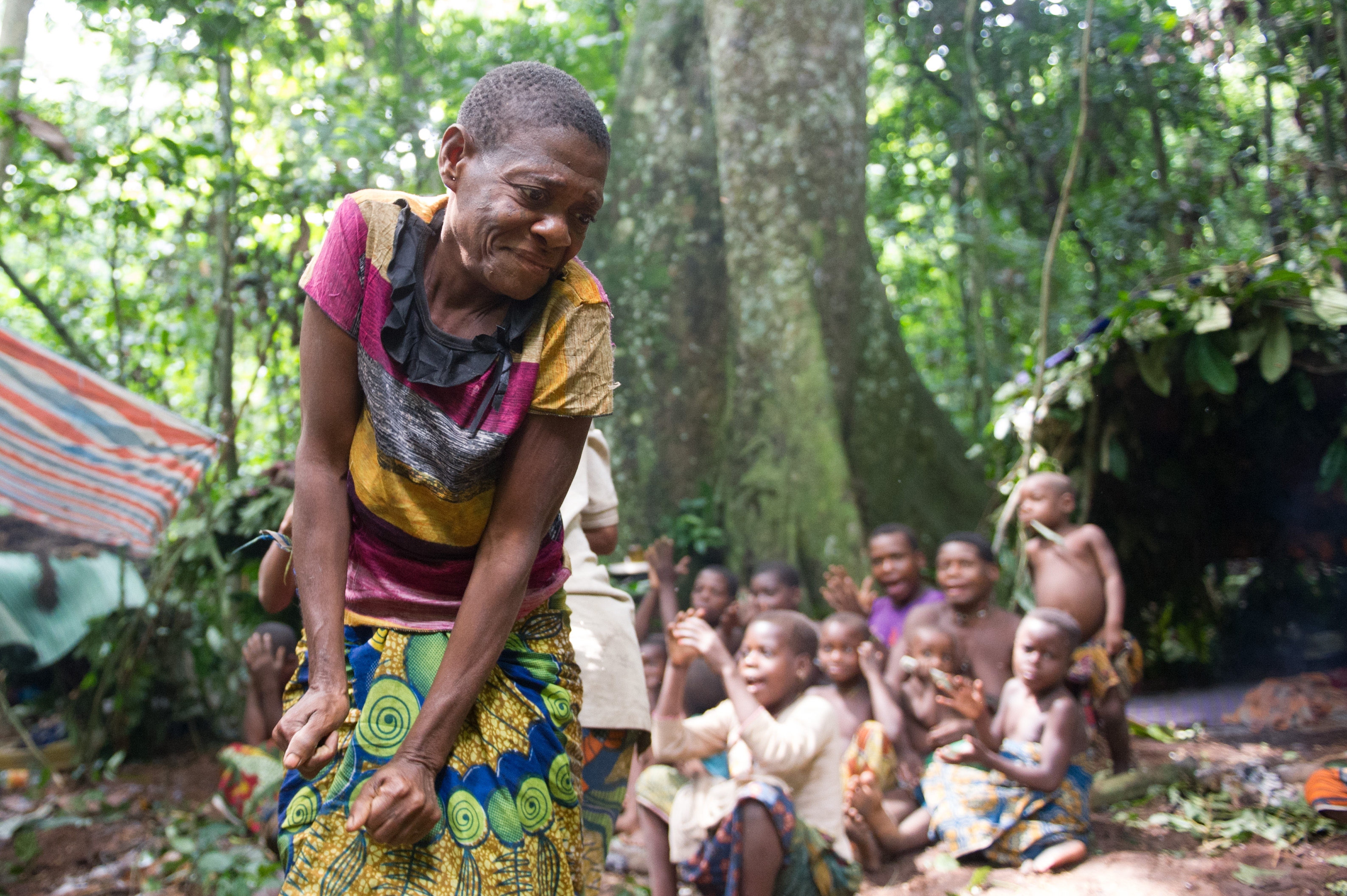
Femme Aka (pygmée) dansant dans la forêt.

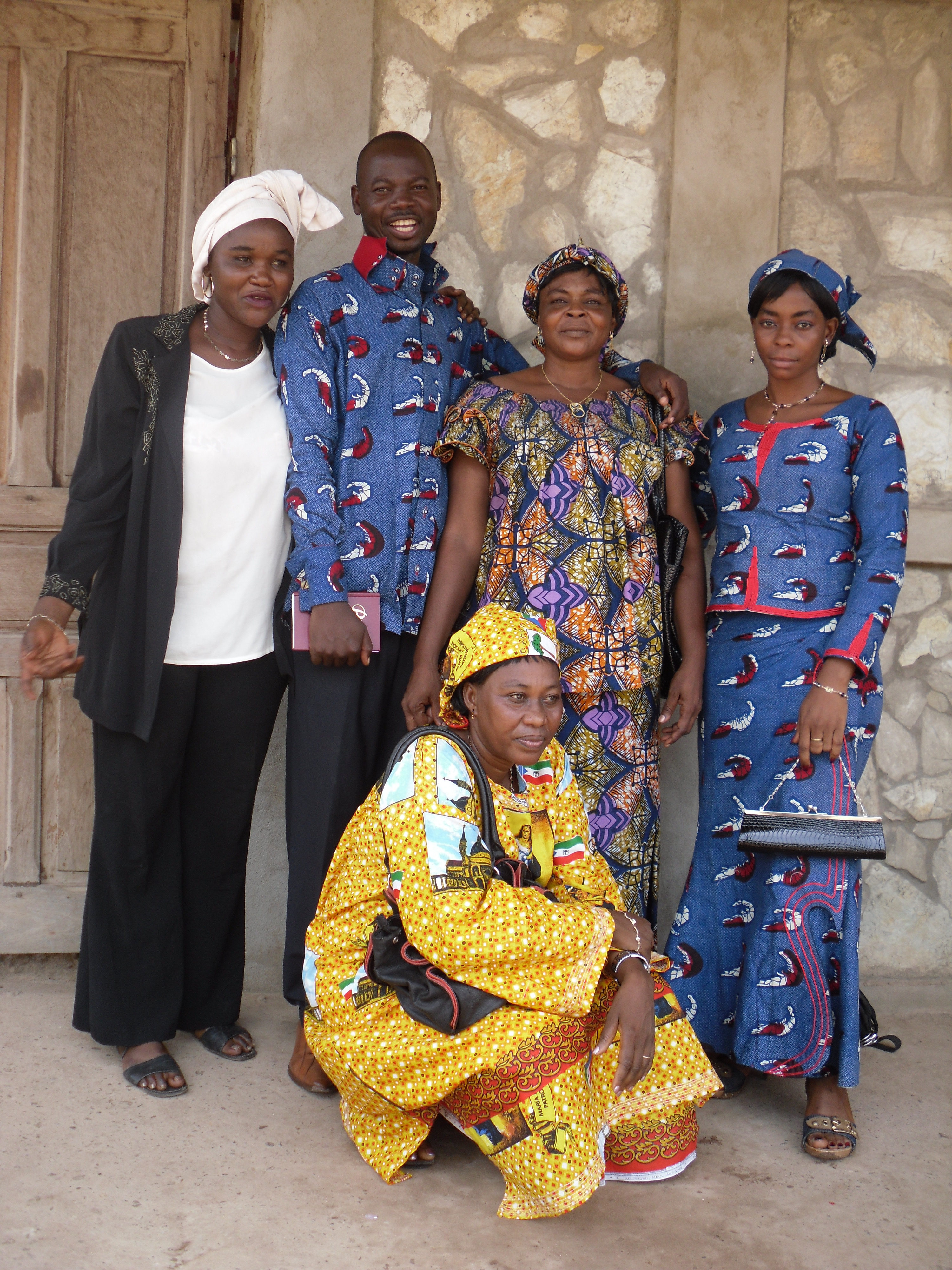
Tenue en pagne centrafricain.

La plupart des Centrafricains (80 %) parlent des langues du groupe Adamaoua-Oubanguien de la famille nigéro-congolaise.
Au nord du pays vivent des populations parlant des langues nilo-sahariennes (les Sara par exemple). Dans les régions de savane de la RCA sont dispersées différentes communautés de Peuls nomades (Mbororo). L'immense majorité des Centrafricains n'est donc pas de culture bantoue.
Certaines ethnies minoritaires, vivant au sud-ouest du pays, sont cependant des Bantous, peuples communs au Congo et au Cameroun.
La population centrafricaine est subdivisée en une myriade de populations. Ainsi, chaque « grande » ville a son peuple, sa langue et une histoire récente liée aux personnalités politiques et hommes de pouvoir qui en sont issus.
Les Pygmées sont un peuple visiblement différent, de par leur gabarit, et leur culture de peuple de la forêt. Longtemps et massivement considérés comme des humains de seconde zone, ils ont préservé leurs habitudes et se maintiennent dans leur environnement, sans accès aux « progrès sociaux » minimaux qu'a vus le pays.
Enfin, avec des frontières arbitraires et poreuses, on retrouve tous les groupes des pays voisins. Ainsi, une part grandissante de la population, en particulier sur l'axe nord-sud courant du Tchad à la capitale, se rattache à la culture musulmane.

### Fêtes et jours fériés
| Date                  | Nom français                                            | Remarques |
| --------------------- | ------------------------------------------------------- | --------- |
| 1er janvier           | Nouvel an                                               |           |
| Lundi après Pâques    | Lundi de Pâques                                         |           |
| 29 mars               | Décès du Fondateur Barthélémy Boganda                   |           |
| 6e jeudi après Pâques | Ascension                                               |           |
| Lundi après Pentecôte | Lundi de Pentecôte                                      |           |
| 1er mai               | Fête du travail                                         |           |
| Suivant calendrier    | Fête des Mères                                          |           |
| 13 août               | Fête de l'Indépendance                                  |           |
| 15 août               | Assomption                                              |           |
| 1er novembre          | Toussaint                                               |           |
| 1er décembre          | Fête nationale, jour de défilé sur l’avenue des Martyrs |           |
| 25 décembre           | Noël                                                    |           |

### Monuments

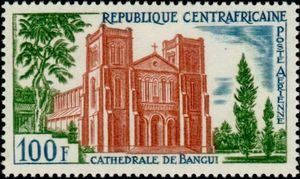
Timbre représentant la cathédrale Notre-Dame-de-l'Immaculée-Conception de Bangui (1964).

Les mégalithes de Bouar soumis en 2006 pour être classés au patrimoine mondial de l'Unesco. 
La cathédrale Notre-Dame-de-l'Immaculée-Conception de Bangui a été construite dans les années 1930. 
Le palais de Berengo fut le centre du pouvoir centrafricain de 1976 à 1979.

### Cuisine

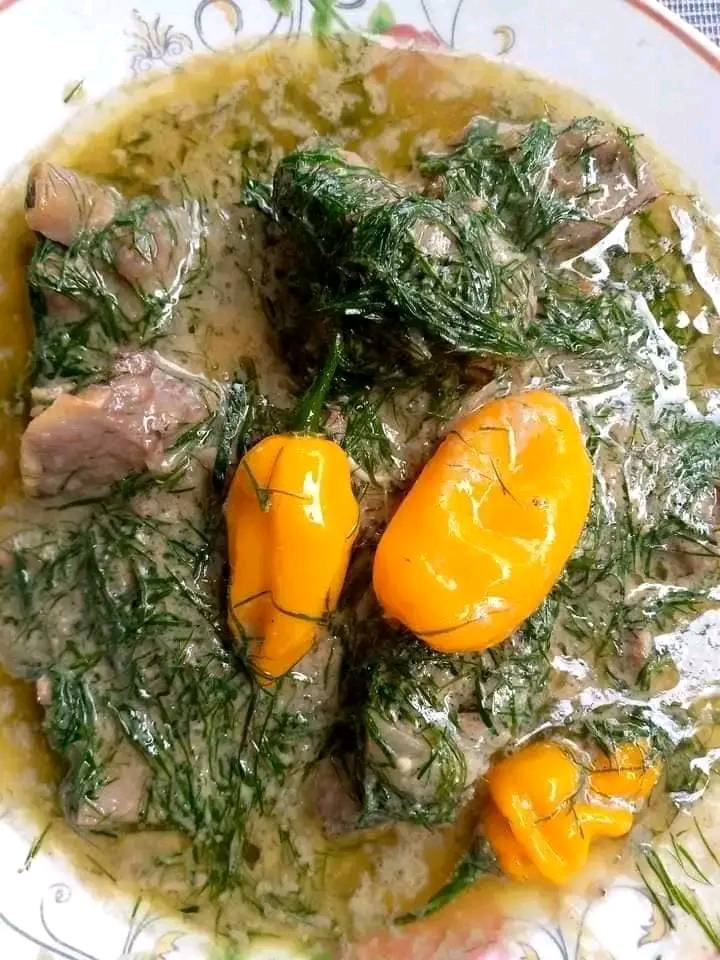
Plat local centrafricain

Les Centrafricains consomment beaucoup les plats traditionnels ou plats locaux c'est une alimentation purement bio. Les ingrédients sont les mêmes pour chaque ethnies ou groupes d’ethnies, mais les préparations ou les recettes diffèrent d'une localité à l'autre, d'un peuple à l'autre.
Les spécialités centrafricaines sont diverses manioc, feuilles de manioc et koko (feuilles de gnetum), qui comptent parmi les aliments préférés des Centrafricains. La population locale prise le ngoudja accompagné de gozo (manioc) ou mangbere (bâtons de manioc), beignets de bananes, kanda (mets de pistaches), de capitaine braisé au feu de bois, ngou ti kassa, koko à la viande, chouia (viande de bœuf, de poulet ou de chèvre braisée). Les kindagozo (criquets) et les makongo (chenilles fraîches ou séchées) font également partie des spécialités locales.

## Arts

### Musique
Les groupes musicaux Zokela, Formidable Muziki l'artiste Thierry Darlan Yézo, Tropical Fiesta avec les artistes phares comme Charlie Perrière, Aggas Zokoko, Canon Star Champion, Cool Star, de l'artiste Zékétè monon ont eu du succès dans les années 1970 - 1980. Depuis les années 2008, Losseba est un des musiciens les plus écoutés par les Centrafricains pour ses sons et paroles en faveur d'un retour de la paix. Il en est de même pour Idylle Mamba, une artiste féminine évoluant dans une carrière internationale, elle a également contribué pour le retour de la paix en Centrafrique pendant la grande crise de 2013 en collaboration avec l'artiste international sénégalais Youssou N'dour. Sans oublier le rappeur engagé Veyzo du groupe Ngarangba Music, avec des titres très engageants. L’artiste musicien Ozaguin effectue des concerts dans les différentes villes du pays.

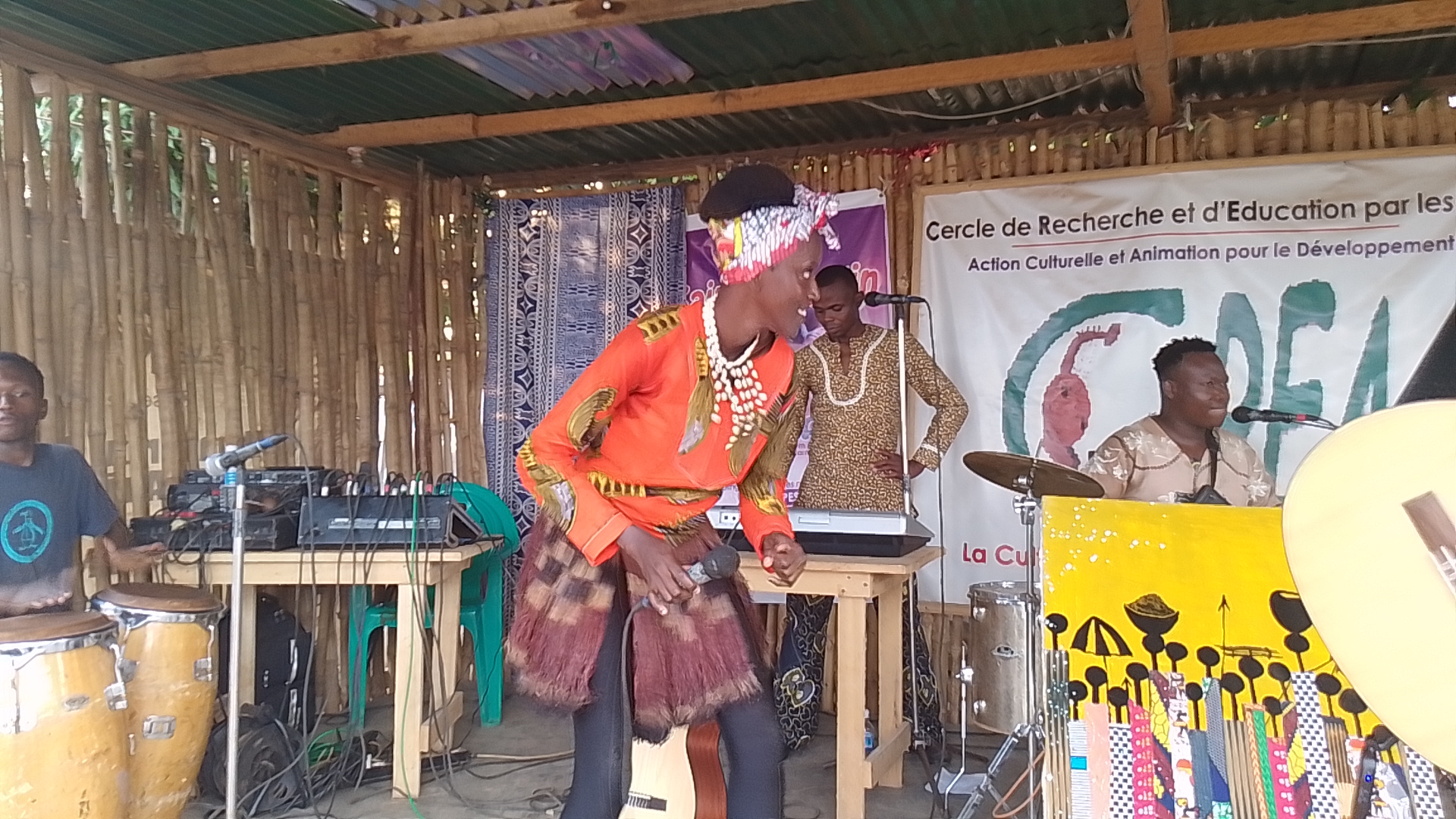

### Art contemporain et moderne
La Centrafrique compte plusieurs artistes peintres, dont la plupart sont inconnus du grand public du fait du désintéressement d'une grande partie de la population et de la quasi-inexistence de musées et galeries d'art ; les plus chanceux exhibent dans les centres artisanaux ou à l'Alliance française située près du musée Barthélémy Boganda, en rénovation depuis les événements de 2013.

### Cinéma

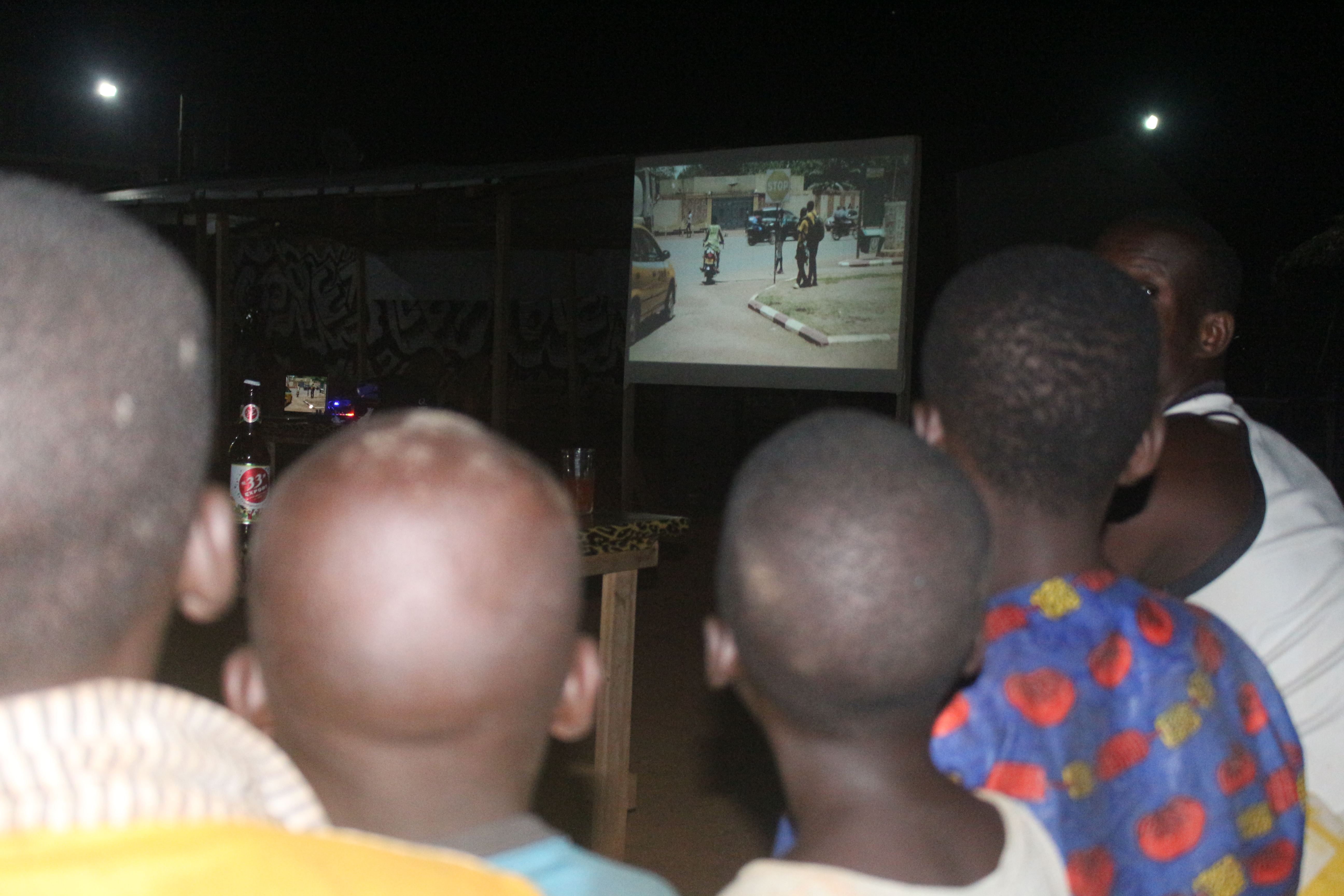
Projection de film à Sibut

Le cinéma centrafricain est un domaine qui était encore méconnu du monde jusqu'en 2017 quand 10 jeunes réalisateurs ont été formés, par les Ateliers Varan de Paris en collaboration avec l'alliance Française de Bangui. De ces 10 réalisateurs sont sortis dix courts-métrages, qui ont fait le tour des festivals dans le monde. 34 jeunes ont été également formés à l'Alliance Française de Bangui par la CinéFabrique aux métiers du cinéma(scénario, production, images, son et montage). À l'issue 8 courts-métrages de fiction ont été réalisés et continuent de faire le tour des festivals dans le monde. Aujourd’hui le cinéma centrafricain prend son essor et donne au monde une autre image de la Centrafrique.
Le cinéma centrafricain commence à faire écho avec des festivals qui sont organisés, dont le but est d'apporter une ouverture aux jeunes cinéastes et cinéphiles en passant par des petites formations, comme des master classes, des  échanges avec les professionnels du monde entier. L'un des festivals qui revient depuis trois ans est le réalisé[Quoi ?] avec le soutien du ministère des Arts et de la Culture.
Dans les années 1980, Léonie Yangba Zowe filme en super-8 les danses traditionnelles.

### Comédie

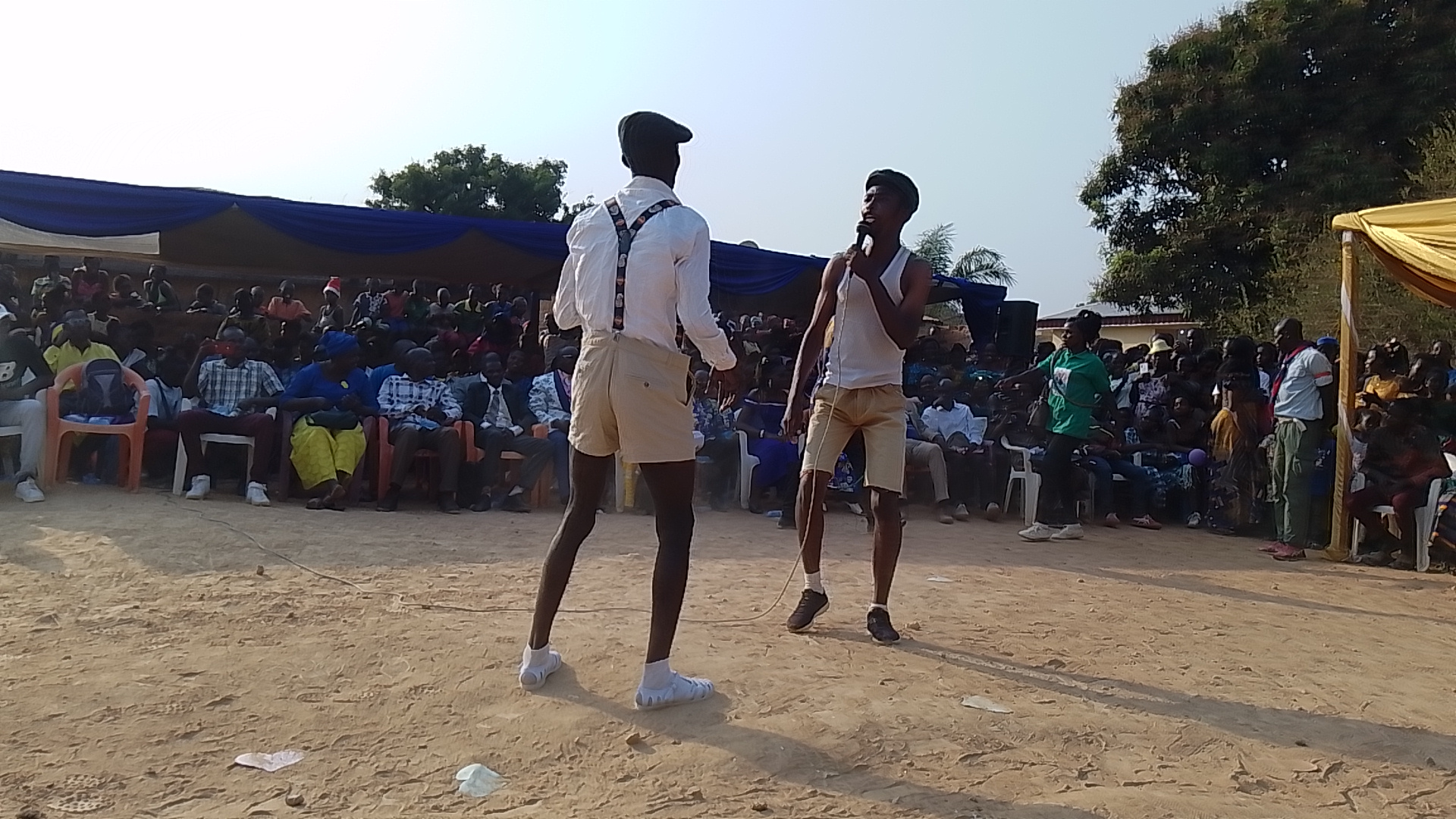
Prestation Théâtrale de la Compagnie SEWA THEÂTRE

Appelé communément dans la langue locale qu'est le sango Tongbôndâ ce qui signifie en français comédien, le domaine de la comédie centrafricaine est demeuré à l'état purement culturel et propre à la pratique d'antan. les spectacles se déroulent très souvent dans les rues ou lors des occasions et festivités officielles. Elle attire de nombreux spectateurs. Ces spectacles jouent un rôle non négligeable dans la sensibilisation de masse. Ces scènes de comédies mettent la lumière sur les réalités sociales centrafricaines. La Comédie centrafricaine devrait avoir sa renommée internationales, si elle a su vite se moderniser. Nous pouvons citer quelques artistes comédiens de renommée nationale comme Yéyé Mou Niama, Gbavenu, Docteur Mandjéké, ce dernier a initié un festival dénommé Bangui Rire qui ont vu participer des artistes comédiens de renommée internationale comme Michel Gohou, Digbeu, Nastou, Michel Bohiri, et qui est à son cinquième édition en 2022. Toutefois, cette comédie centrafricaine prend un élan au niveau régional et international avec un groupe de trois comédiens, Les Perroquets de Bangui, une troupe au répertoire humoristique riche mais elle réalise aussi des pièces didactiques pour des institutions. Cette troupe a participé à plusieurs Festivals internationaux et participé à la compétition régionale l'Afrique a un incroyable talent dont elle a été jusqu'à la phase finale de la compétition. Aussi, elle a aussi pris part au Festival mondial de théâtre amateur de Monaco. cette troupe de comédie composée des artistes des noms comme Baba Kpion et autres. Il faut ajouter à cela un autre groupe de théâtre radiophonique populaire dénommé Linga théâtre, produisant des capsules radiophoniques à court métrage quotidiennes sur des sujets d'actualitéavec des artistes Mama Monkonzi, Petit Courageux, Kala, Baba Assibôzô, Ousman et papa Biscuit. il demeure que beaucoup reste à faire dans ce domaine de la culture centrafricaine.

### Littérature
- La Centrafrique est le seul pays d'Afrique à être le cadre de deux romans récompensés par un prix Goncourt : Batouala (1921) de René Maran[164] et L'État sauvage (1964) de Georges Conchon[164].
- Le Silence de la forêt d'Étienne Goyémidé[165] (1984), adapté au cinéma en 2003 par Didier Florent Ouénangaré et Bassek Ba Kobhio, raconte l'histoire d'un fonctionnaire centrafricain qui abandonne tout pour faire un voyage en forêt et rencontre des pygmées Babinga.
- Une partie du roman Le Vol des cigognes de Jean-Christophe Grangé (1994) se déroule en Centrafrique.
- Le roman Les mots étrangers de Vassilis Alexakis (2002)[166], qui narre l'apprentissage par ce dernier de la langue sango, se déroule en partie à Bangui.
- Didier Kassaï, Tempête sur Bangui (La Boîte à Bulles, Saint-Avertin, 152 p. (ISBN 978-2-84953-225-6)) est une bande dessinée qui décrit le début des troubles en 2012[167].
- Crépin Mboli-Goumba, Au contre courant des compromissions centrafricaine, livre paru en 2003[168], puis, Les voix du possible en Afrique: Le cas centrafricain paru en 2004 et La Nation Centrafricaine et les récifs
- Clautaire Saulet, Les États Généraux de la Défense Nationale en Centrafrique, Éditions Harmattan 2023.[169] La République centrafricaine : parenthèse Seleka[170]
- Pierre Sammy Mackfoy, Les illusions de Mongou, Éditions Harmattan[171], L'odyssée de Mongou, Éditions Sépia[172]

### Filmographie
- La République centrafricaine aux marges de l'Afrique, collection « Le Dessous des cartes », film d'Alain Jomier, Arte, ADAV, 2012, 12 min 15 s (DVD)
- Centrafrique, l'impossible réconciliation, film documentaire d'Eric Bergeron, Michel Dumont et Isabelle Nommay, Arte, ADAV, 2014, 12 min (DVD)